# Акиндинов, Алексей Петрович
Алексе́й Петро́вич Акинди́нов (род. 6 января 1977, Рязань) — российский живописец, основатель направления в искусстве, которое сам назвал «орнаментализм».
Член Рязанской организации Союза художников России (2001).

## Биография
Родился 6 января 1977 года в городе Рязани в семье механизатора и товароведа. Мать — Екатерина Васильевна Акиндинова (до замужества Фокина, род. 1952, Рыбновский район Рязанской области, деревня Хутора́), отец — Пётр Иванович Акиндинов (род. 1952, Захаровский район Рязанской области, деревня Покровка). Дед Алексея по матери Василий Алексеевич Фокин (художник-любитель), заметив у внука способность к рисованию, с раннего детства приобщил его к миру изобразительного искусства, став его первым учителем живописи.
Двоюродный дед Акиндинова (по линии отца) Павел Васильевич Акиндинов (1916—1990) был генерал-полковником, заместителем начальника Главного штаба РВСН (1967—1974), начальником гарнизона военного городка Власиха, во время Карибского кризиса заместителем командующего Группой советских войск на Кубе по ракетному оружию.
- 1988—1992 — годы учёбы в художественной школе № 1 в Рязани[18].
- 1989 — начал выставочную деятельность на Областной выставке «Я рисую Мир» (Выставочный зал СХР, Рязань)[18].
- 1998 — окончил Рязанское художественное училище им. Г. К. Вагнера[11][18][19][20] (специализация живопись[18][21], профессия — художник-педагог), защитив дипломную работу на тему «Звездочёт» (оценка: «отлично»)[16][22]. Рецензент — Народный художник России — Михаил Абакумов[23] (1948—2010).
- Учителя: Корсаков Виктор Васильевич[11][16][24] (Заслуженный художник России), Козлов Алексей Афанасьевич[16][20] (Заслуженный художник России, 1923—2011), Шелковенко Михаил Константинович[11][16] (Заслуженный художник России), Власова Татьяна Петровна (член СХР), Пресняков Анатолий Степанович.
- С 1998 г. — участник областных выставок[16][18][25].
- С 1999 г. — участник Всероссийских выставок[11][16][18].
- С 2005 г. — участник зарубежных выставок[11][18].
- С 2007 г. — член Международного художественного Фонда, специализация — живопись[18][26].
- С 2010 г. — член Союза художников «Реализм Нью-Йорка» (Нью-Йорк, США)[18][27].

Лауреат различных российских и зарубежных конкурсов изобразительного искусства:
- 2008 г. — Серебряная медаль «Русская галерея — XXI век», лауреат Национальной премии в области современного изобразительного искусства России «Русская галерея — XXI век», номинация «Жанровая живопись» (Совет Федерации, Москва)[28][29][30].
- 2008 г. — Лауреат первого Международного конкурса «Тема смерти в современном искусстве» (ВВЦ, Москва)[31][32].
- 2009 г. — Медаль «Талант и призвание» Всемирного Альянса «Миротворец», лауреат премии «Талант и призвание» (ЦДХ, Москва)[33][34][35].
- 2011 г. — Золотая медаль «SAINT MICHAEL» Нью-Йоркской академии искусств в категории «Историческая живопись», лауреат Международной выставки-конкурса «Международная волна в изобразительном искусстве» («ASA Art Gallery», Нью-Йорк, США)[36][37].
- 2012 г. — Стипендиат Министерства культуры Российской Федерации[18].
- 2013 г. — Лауреат конкурса «Лучшее произведение 2013 года», диплом I степени за участие в международном тематическом арт-проекте «Орнаментализм. Terra incognita» (Департамент культуры города Москвы, Государственный выставочный зал «На Каширке»)[38].

## Творчество
С 1996 г. — разрабатывает художественный стиль — орнаментализм:

Исполнилось 10 лет орнаментализму — направлению в искусстве, которое придумал художник Алексей Акиндинов.

С момента написания его первых картин в этом стиле, прошло уже пятнадцать лет. За это время Алексею пришлось пройти нелёгкий путь становления себя, как яркой творческой личности. Он преодолел как сопротивление со стороны коллег, которые вначале не понимали и не принимали его творческие поиски, так и трудности в самих поисках нового стиля.

О творческой манере художника упоминает ряд печатных и телевизионных СМИ.

### Концепция
В училище сложился присущий только ему художественный стиль, который сам художник характеризует как орнаментализм… «Наш мир, — считает Алексей, — это мир электромагнитных волн. Волна не что иное, как узор. Он пронизывает все пространства, являясь неизменной сущностью любого явления». Узор для него является символом космоса, бесконечности. Он воплощает идею узора в живописи, наслаивая его на реальные предметы, изображаемые на полотне — на определённый сюжет, пейзаж или портрет. Через призму декоративных узоров Алексей смотрит на мир. Так он кажется ему более выпуклым, стереоскопичным.

Молодой рязанский живописец Алексей Акиндинов разработал особую манеру письма, которую сам определил как — «орнаментализм», предложил свою систему философской трактовки художественных мотивов. Созданные им произведения синтетически объединяют различные культурные традиции и научные школы. Он строит всеобъемлющие живописно-пластические комбинации из разнородных изобразительных элементов, составляющих образную ткань его работ.

Как признавался сам Алексей Акиндинов, знаки, символы в его картинах — это слова, произнесенные в молитве. Он убеждён, что узор несёт в себе какую-то неведомую силу, дает гораздо больший ассоциативный импульс, нежели пятно или цвет…
Его называют орнаменталистом. Его картины воспринимают как органическое слияние традиционной классической и авангардной живописи, орнаментализма и реализма. Орнаментика его письма несёт в себе силу, переходящую в фактуру картины, в единый колорит. Наслоение на реальное изображение декора создает движение, ощущение воздушного пространства.

Концепция орнаментализма была представлена Акиндиновым более подробно в его статьях, опубликованных в журналах «Наука и религия» (2003 г.) и «Художественный совет» (2009 г.).

### Проекты
Выставочные проекты А. Акиндинова в стиле орнаментализма:
- 1998 — Персональная выставка. Рязанское художественное училище им. Г. К. Вагнера[16][20].
- 2000 — Персональная выставка «Все узоR…». Музей истории молодёжного движения, Рязань[20][43].
- 2003 — Персональная выставка «Воспоминание из детства», галерея «Союз Творчество», Москва[46].
- 2004 — Персональная выставка — «Ключи Марии», галерея «Союз Творчество», Москва[16].
- 2006 — Коллективная концептуальная художественная выставка «ОрнаМентальность»[1][52], Рязанский драматический театр. Организатор, куратор и участник выставки — Алексей Акиндинов. Другие участники: Максимилиан Пресняков (член СХР), Маргарита Будылёва (член СХР), Владимир Кованов (фотохудожник).
- 2010 — Коллективная Международная выставка «Орнаментализм-2010», Рязань. Инициатор, куратор и участник выставки — Алексей Акиндинов. Другие участники: Максимилиан Пресняков (член СХР), Маргарита Будылёва (член СХР), Владислав Ефремов, Игорь Сидоров (член молодёжной секции Союза художников Беларуси). Рязань — Витебск[53][54][55].
- 2013 — Персональная выставка «Под флагом орнаментализма». Музей истории молодёжного движения, Рязань[56][57][58][59].
- 2013 — Международный арт-проект «Орнаментализм. Terra Incognita». Место проведения и организатор — Государственный выставочный зал «На Каширке», Москва[60][61].

## Выставки

### Всероссийские
- 1999 — «Россия — IX», Москва — ЦВЗ — «Манеж»[11][46][62].
- 2000 — «Возрождение», г. Кострома[11][20][46].
- 2000 — «Болдинская осень», Москва, ЦДХ[11][46][63].
- 2000 — «Имени Твоему», Москва, ЦДХ[11][46][64].
- 2003 — «Дню Славянской письменности и святителю — чудотворцу Митрофанию — „Наследие“», г. Воронеж[11][65].
- 2007 — «Молодые художники России» — Всероссийская молодёжная выставка, посвящённая 250-летию Российской академии художеств, Москва, ЦДХ[11][66].
- 2008 — «Молодость России» — Межрегиональная художественная выставка, Саратов[67].
- 2010 — Всероссийская Молодёжная выставка, Москва, ЦДХ.
- 2013 — Всероссийская выставка «О спорт! Ты — мир!», посвящённая «Всемирной Летней Универсиаде в Казани» и «Зимним Олимпийским Играм в Сочи», г. Казань. Галерея современного искусства Государственного музея изобразительных искусств Республики Татарстан[68][69][70][71][72][73].
- 2013—2014. — Всероссийская выставка «Спорт-искусство-Сочи», посвящённая Зимним Олимпийским Играм в Сочи, г. Сочи, Сочинский художественный музей (7 декабря 2013 — 15 марта 2014)[74][75].
- 2016 — III Всероссийская художественная выставка «Наука и космос на службе мира. Циолковский — Королёв — Гагарин». Смоленск, «Культурно-выставочный центр имени Тенишевых» (14 апреля — 10 мая)[76].

### Зарубежные
- 2005 — Германия, г. Мюнстер. 5 — 20 апреля[11].
- 2005 — США, штат Оклахома, Талса, Tulsa Performing Arts Center Gallery — «Curtain’s Up. Russian Art Past & Present» — выставка — форум «Занавес поднять. Русское искусство — прошлое и настоящее». 20 октября — 19 ноября[6][11][14].
- 2010 — Германия, Берлин. Коллективная выставка из собрания «Русская галерея — XXI век» (Российский Дом науки и культуры в Берлине). 15 сентября — 5 октября[77][78].
- 2011 — Нью-Йорк, США, ASA Art Gallery. Международная конкурсная выставка «The International Wave of Fine Arts: Global Tide» (Международная волна в изобразительном искусстве). Организатор — «New York Realism Fine Art» (союз художников «Реализм Нью-Йорка»). 2 — 20 января[36][79].

### Персональные
- 1998 — Персональная выставка. Рязанское художественное училище им. Г. К. Вагнера[16][20][25].
- 2000 — «Все узоR…». Музей истории молодёжного движения[43], Рязань.
- 2003 — «Воспоминание из детства». Галерея «Союз Творчество», Москва[46].
- 2003 — Государственный музей-заповедник С. А. Есенина в Константинове[16].
- 2003 — Сасовский краеведческий музей[80][81].
- 2004 — «Ключи Марии». Галерея «Союз Творчество», Москва[16][25].
- 2009 — «Живопись Алексея Акиндинова». Галерея арт-салона «Палитра», Рязань[39].
- 2013 — Персональная выставка «Под флагом орнаментализма». Музей истории молодёжного движения, Рязань[56][57][58][59][82][83].

### Прочие
- 2008 — «V выставка — конкурс имени Виктора Попкова»[84], «Международный художественный Фонд, Московское объединение художников МХФ», «Дом Кино».
- 2008 — Коллективная выставка Лауреатов Премии «Русская галерея — XXI век», Музей Великой Отечественной войны. Москва.
- 2008 — Московский международный художественный салон в Центральном Доме художника 2008 (из собрания галереи «Русская галерея — XXI век»)
- 2010 — Коллективная выставка собрания журнала «Studio D’Anturage» — «Связь времён», ЦДХ (зал № 17), Москва.
- 2013 — Международная выставка «Орнаментализм. Terra Incognita», Государственный выставочный зал «На Каширке», Москва[5][60][61][85][86][87].
- 2016 — Выставка «Кыштым и Чернобыль: трагедия, подвиг, предупреждение», посвящённая 30-летней годовщине аварии на Чернобыльской АЭС. Чебоксары, Чувашский национальный музей (26 апреля — 15 мая)[88][89].

## Коллекции
Работы Алексея Акиндинова находятся во многих музейных, галерейных и частных коллекциях России и зарубежья.
- Галерея «Союз — Творчество» (Москва)[19][25][46]
- Государственный выставочный зал «На Каширке» (Москва)[61]
- Музей-галерея «Новый Эрмитаж — один» (Москва)[19][25]
- Галерея «Русская галерея — XXI век» (Москва)[25][78][90]
- «Музей Мира», Всемирного альянса «Миротворец» (Москва)[25][91]
- Рязанский Музей истории молодёжного движения[25][80]
- Сасовский историко-краеведческий Музей (Сасово),Рязанская область[25][80][81]
- Музей мировой погребальной культуры (Новосибирск)[25][92]
- Новосибирский крематорий[25]
- Художественный Центр — «Берегиня» (Кстово), Нижегородская область[25][93]
- Историко-художественный музей (Луховицы), Московская область[94]
- Захаровский краеведческий музей (Захарово), Рязанская область[94]
- «Галерея Русского искусства Мин Ли», Пекин, Китай[94].

- Россия: Москва, в том числе — частная коллекция народной артистки СССР Инны Чуриковой и кинорежиссёра, народного артиста РСФСР Глеба Панфилова[95]; частная коллекция народного артиста СССР, кинорежиссёра Марка Захарова[23]. Также частные коллекции: Рязань; Ставрополь; Республика Дагестан; собрание журнала «Studio Д’Антураж» (Москва)[19][25][46]
- Европа: Германия(Мюнстер); Франция(Париж)[19], Италия(Флоренция) — частная коллекция Роберто Кавалли[6][25][96][97][98]
- США; Талса (штат Оклахома), ранее в галерее «РУАН», Майами (штат Флорида)[19][25].

## Галерея

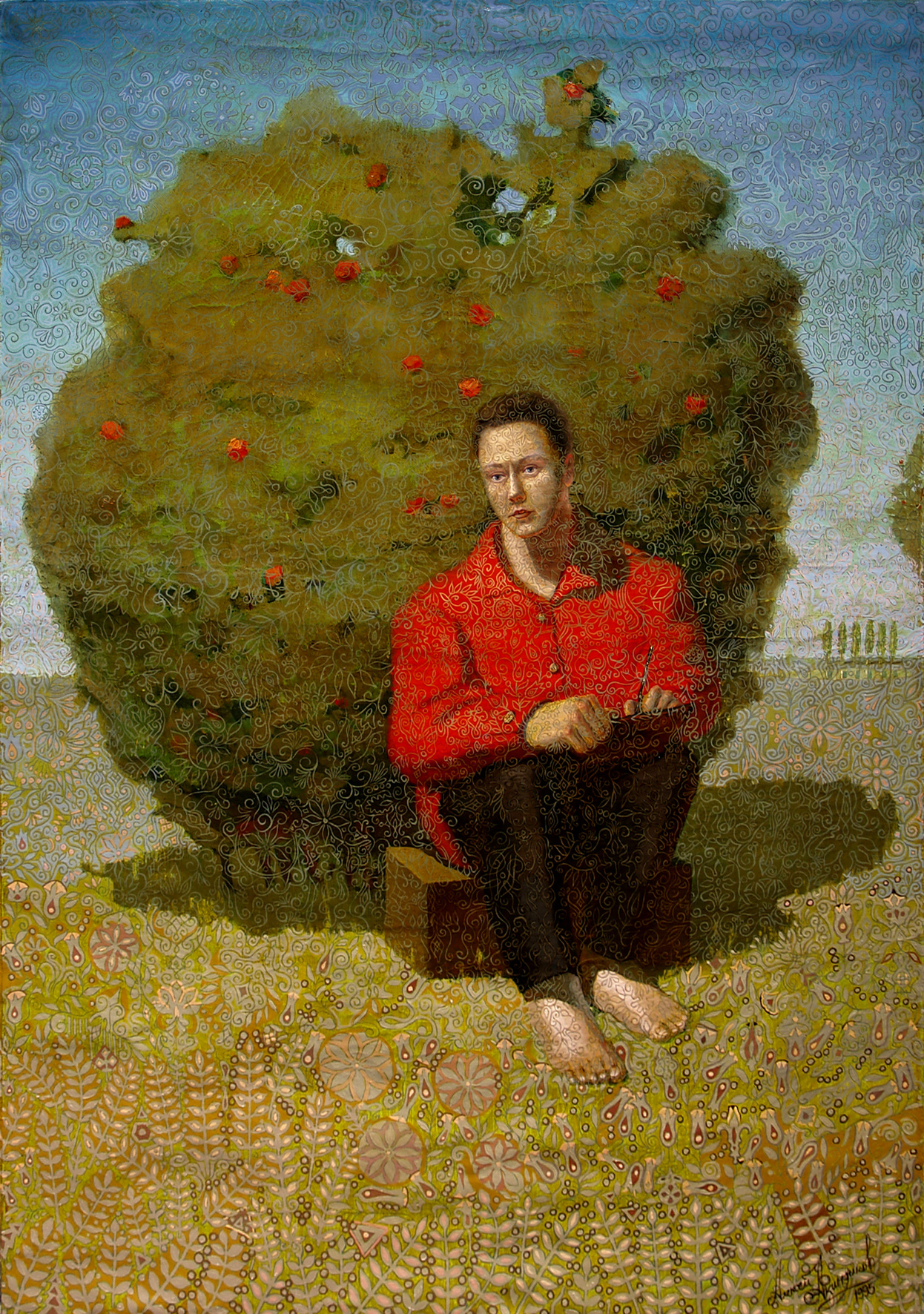
Автопортрет под кустом шиповника. 137,2x96,5см, холст, масло. 1995-2010.
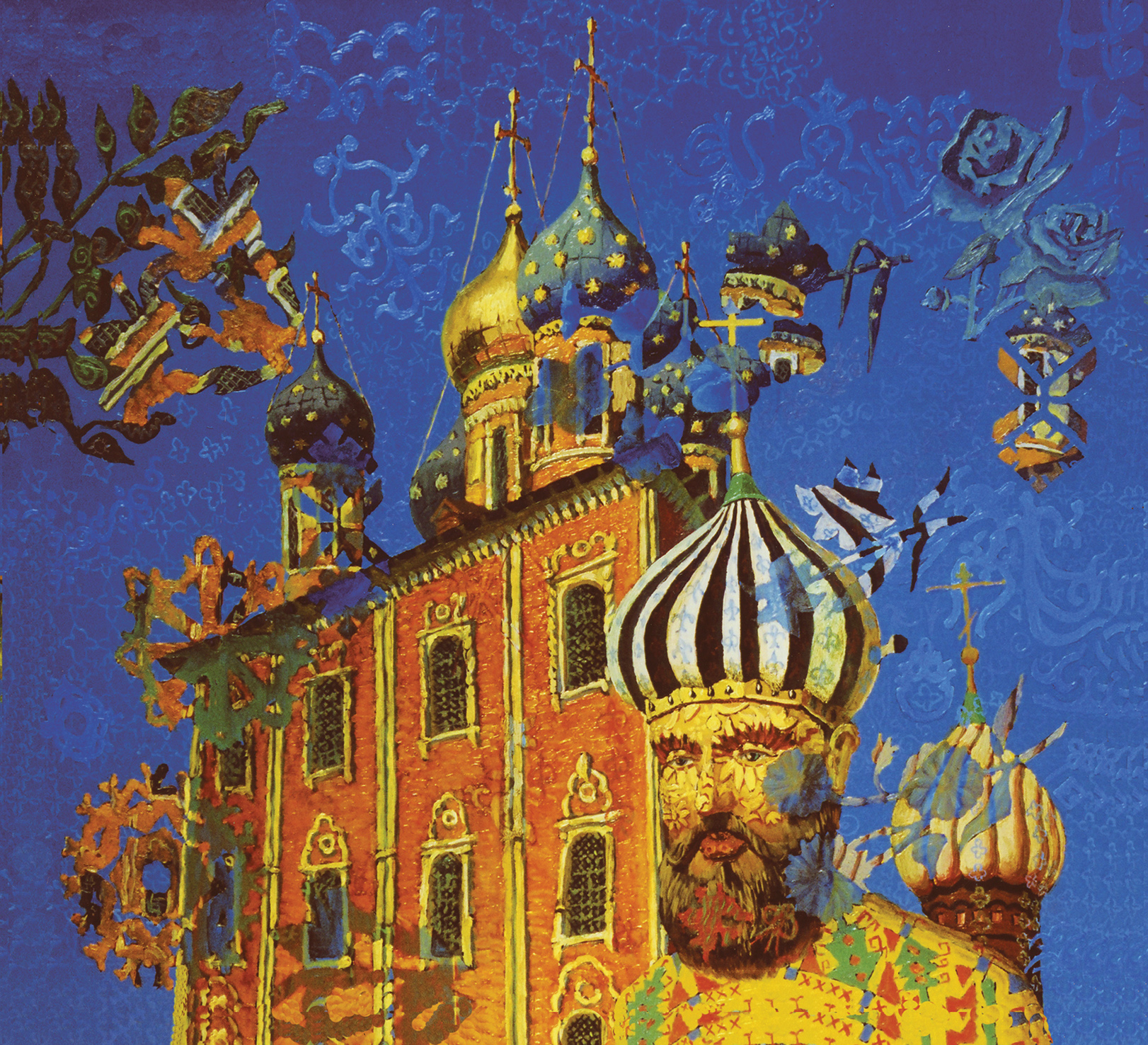
Герика-Герликаэрика. 53х58см, холст, масло.1997.
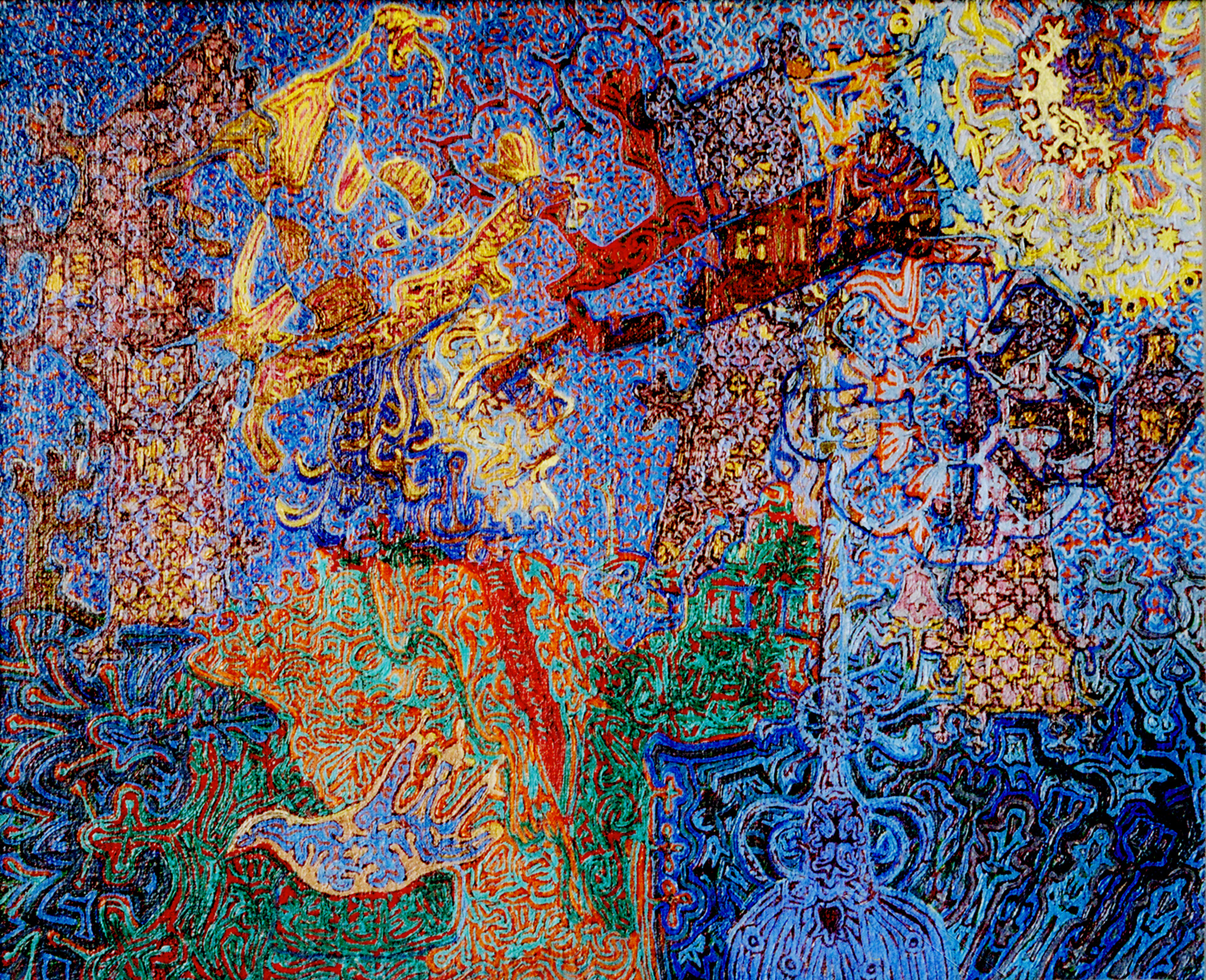
Звездочёт - Сид Барретт. 66х81см, холст, масло. 1997.
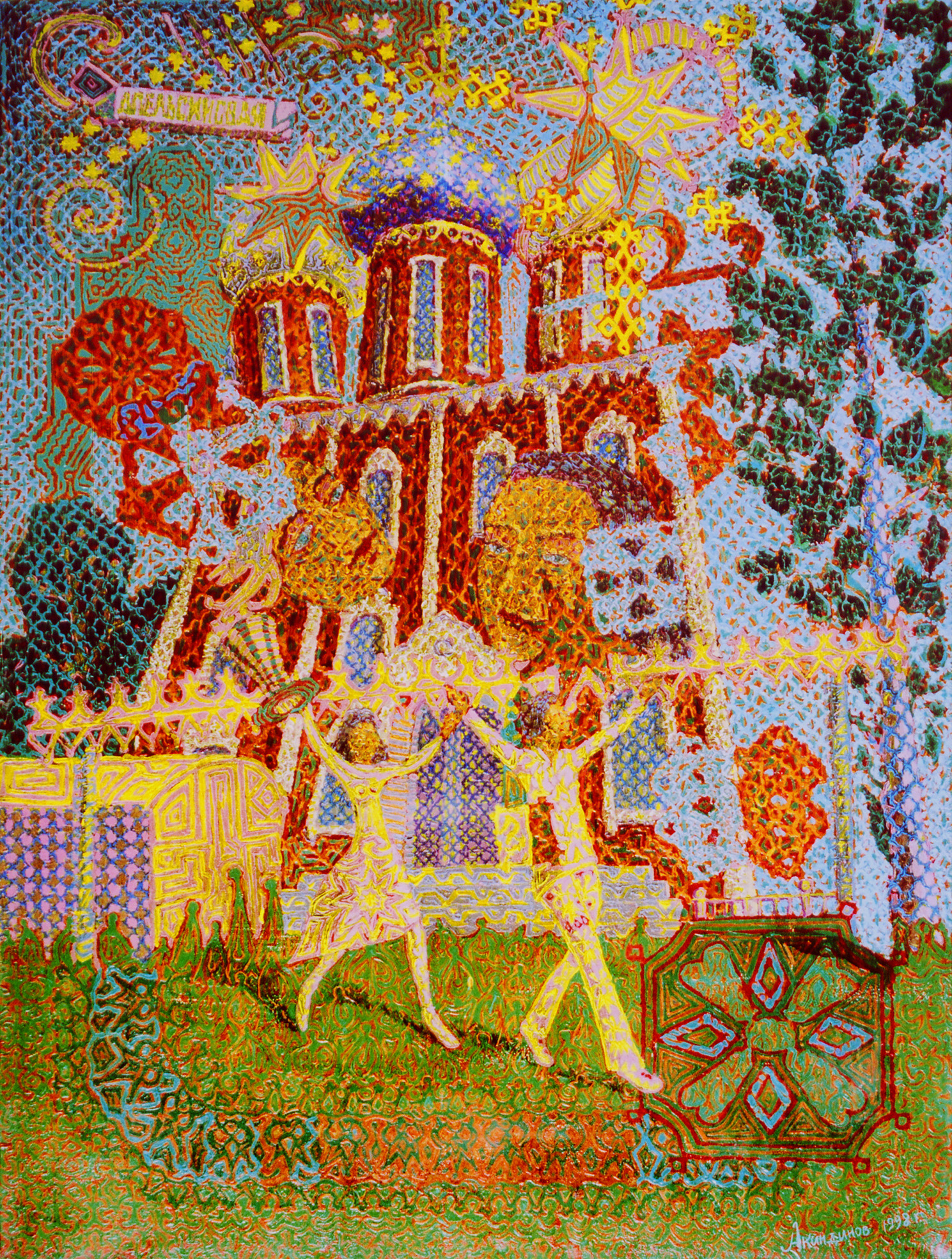
Герики. 115,5х83,5см, холст, масло. 1998.
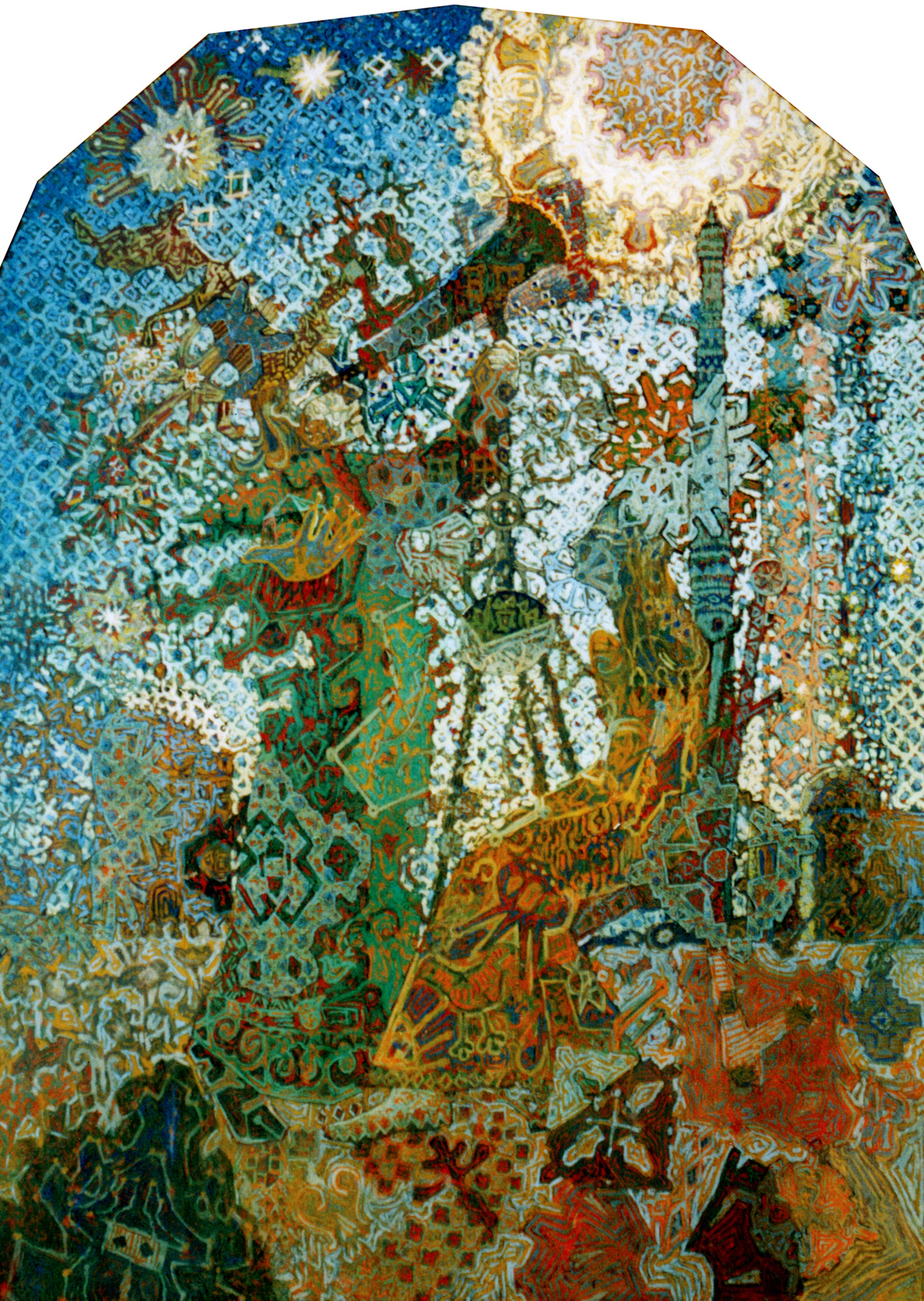
Звездочёт (дипломная работа). 182,5х138см, холст, масло. 1998.
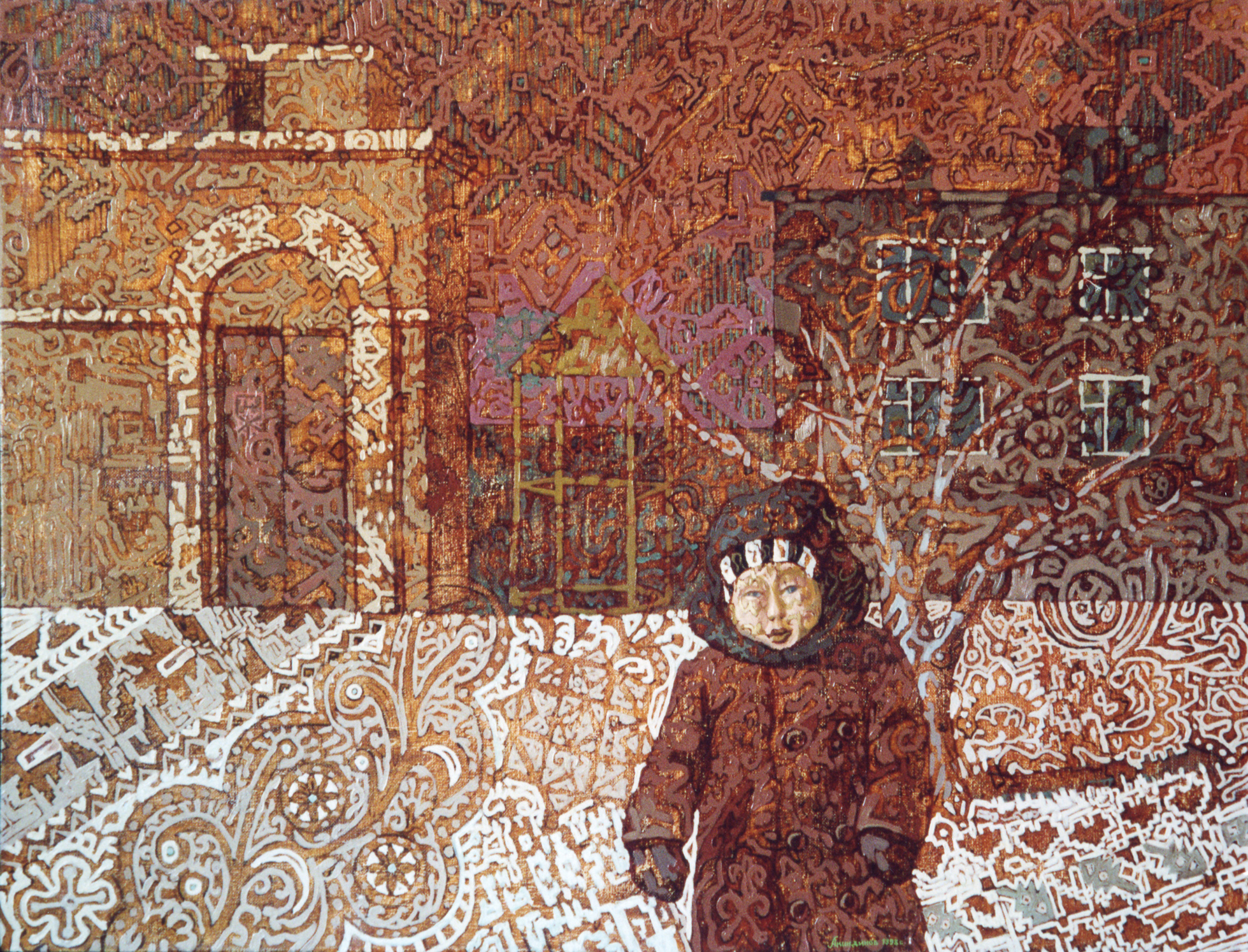
Гулёна. 61х80см, холст, масло.1998-1999.
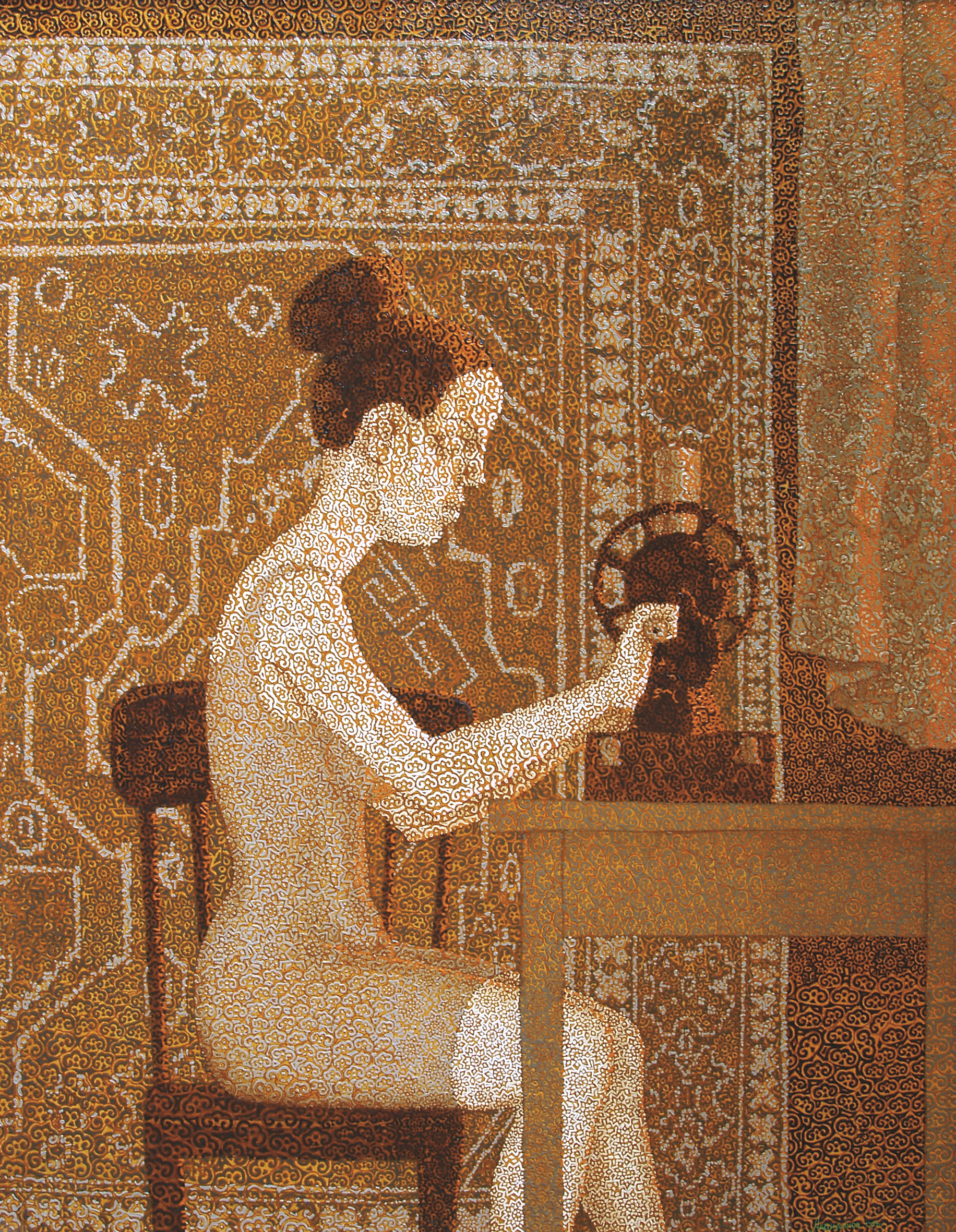
Швея. 88х68см, холст, масло. 2000.
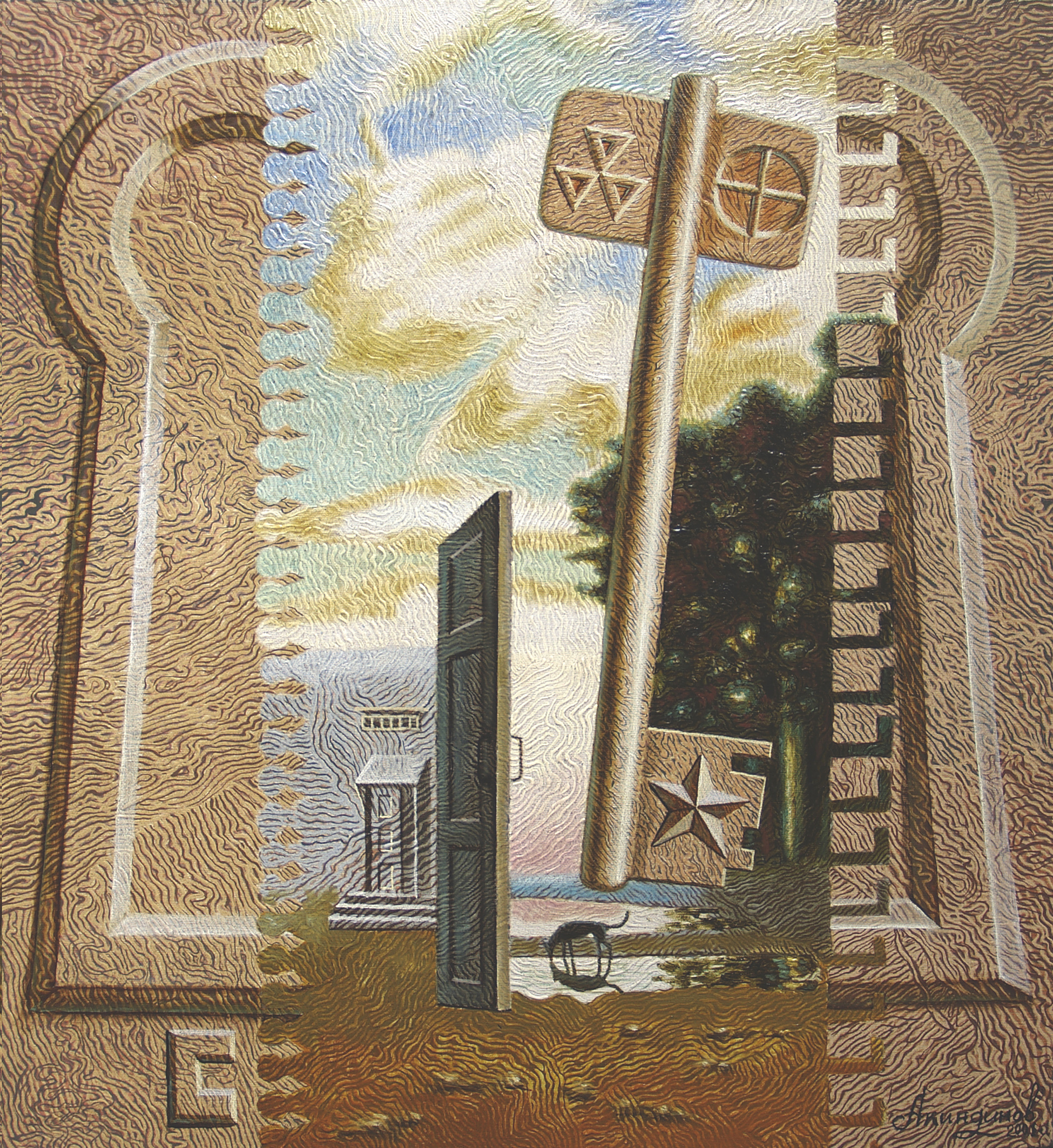
Открытие. 63,5х57,5см, холст, масло. 2001.
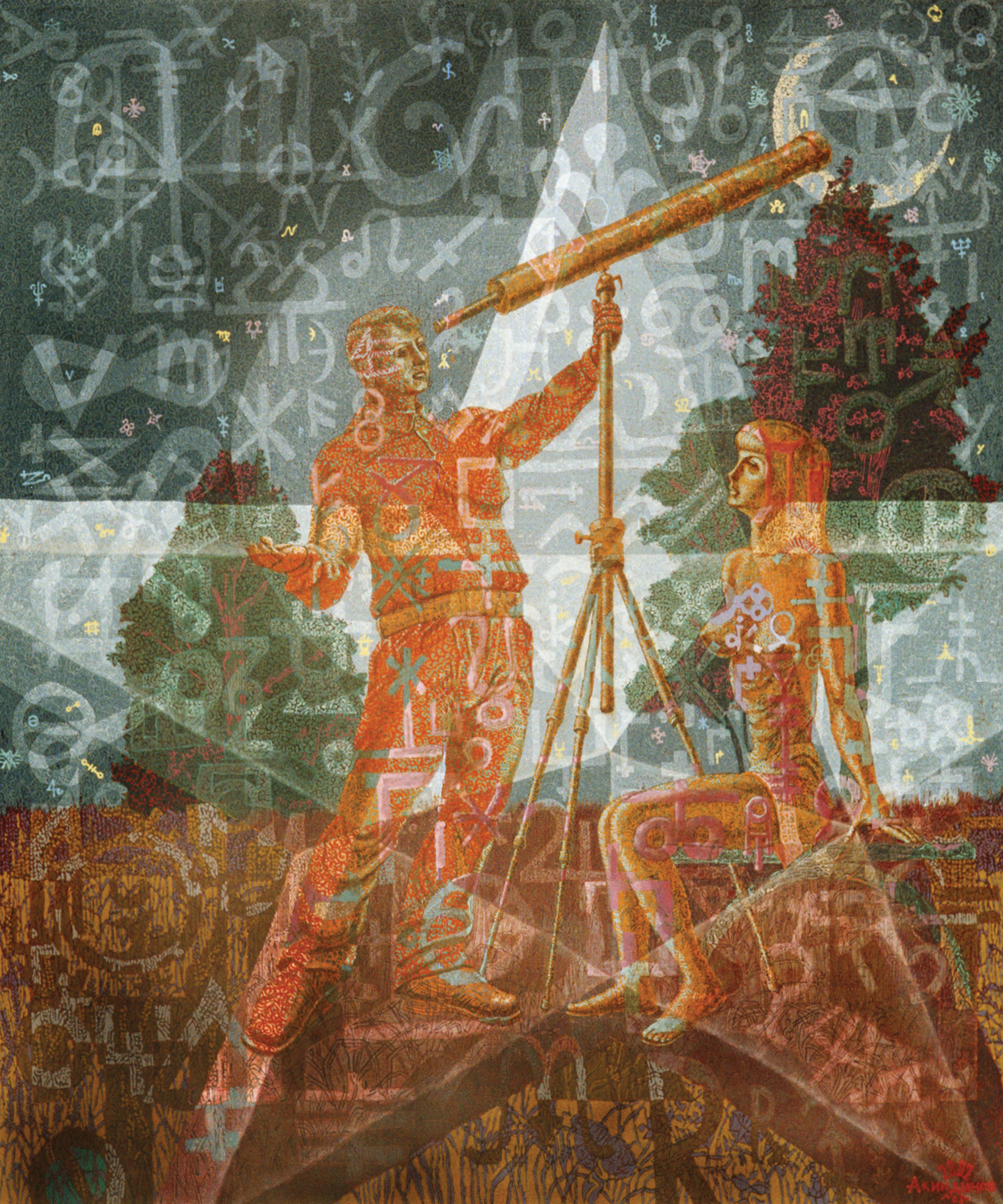
Звездочёт - современник. 137х118см, холст, масло. 2001-2002.
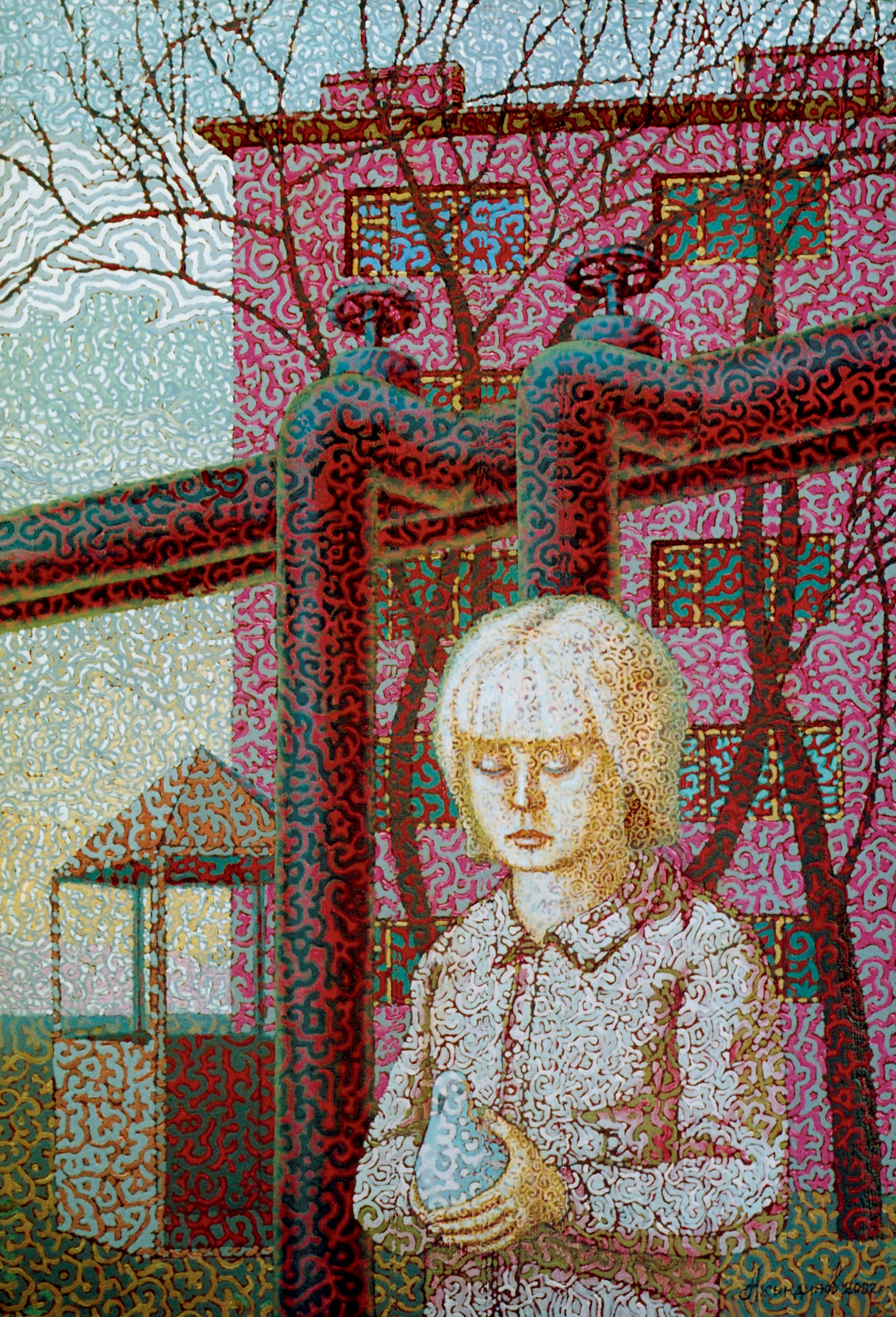
Агнец. 68x46,2см, холст, акрил, масло. 2002.
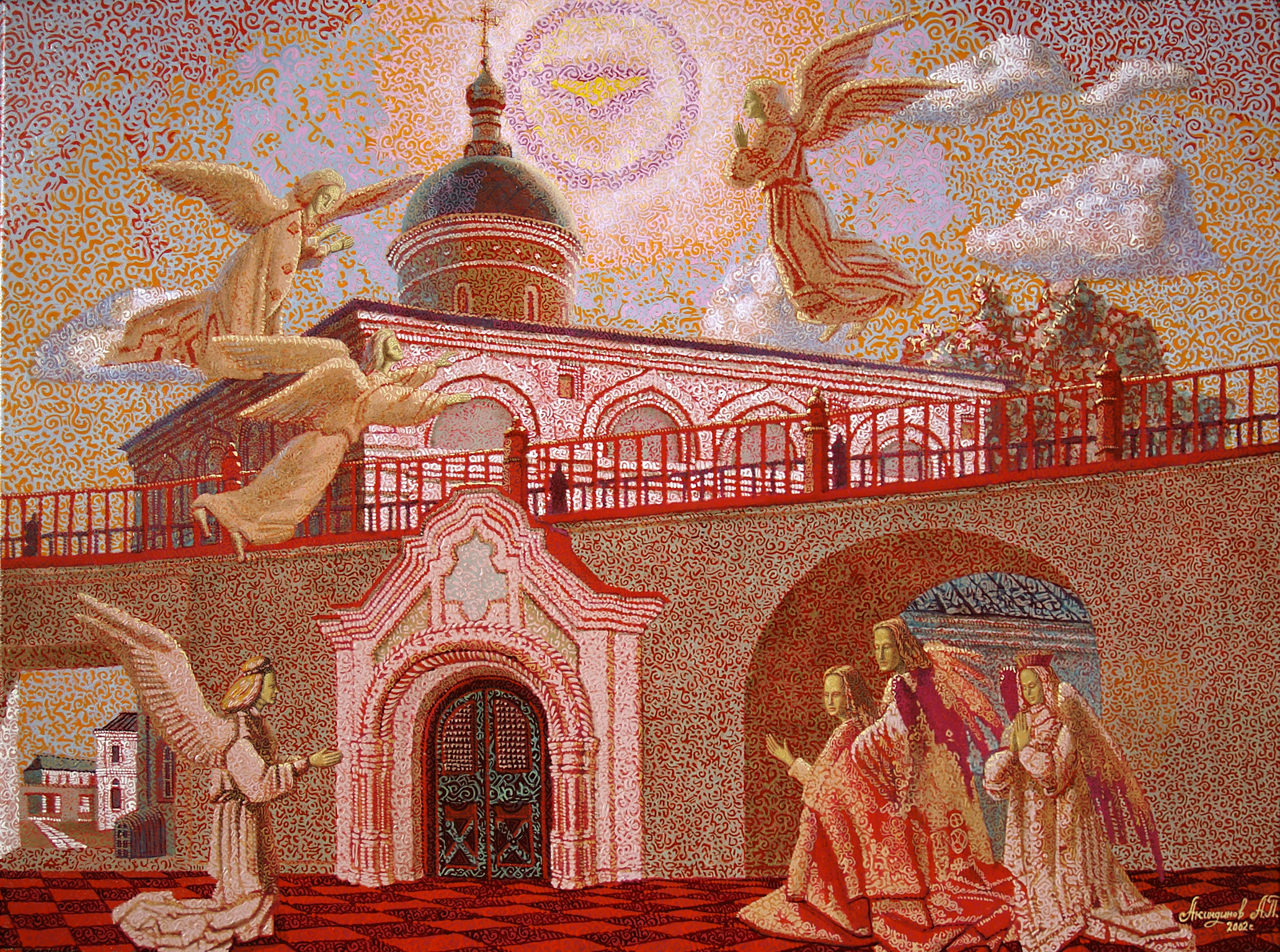
Альфа и омега. 60х80см, холст, масло. 2002.
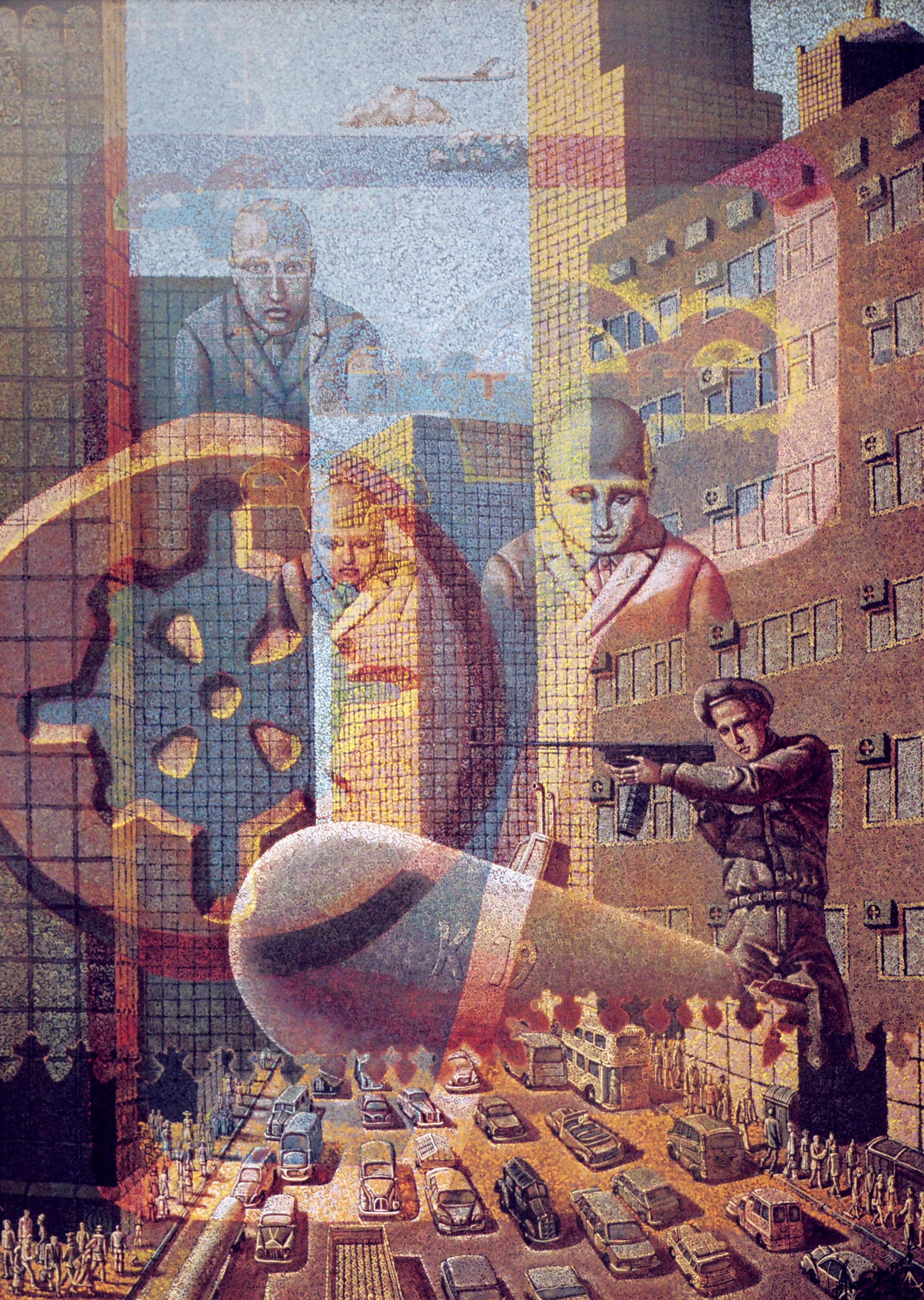
Политик. 115,5х83,5см, холст, масло. 2002-2003.
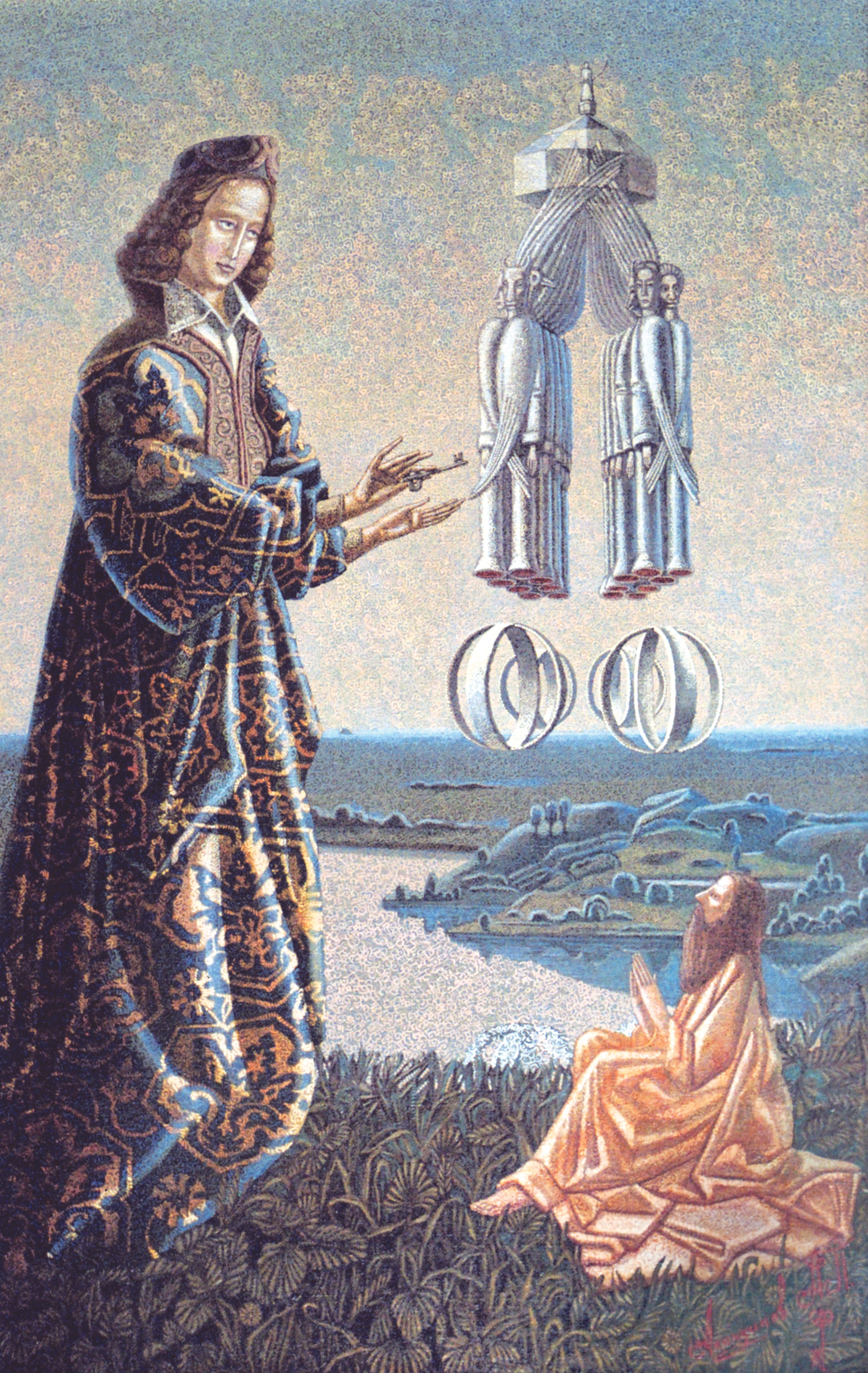
Видение Иезекииля. 92,8х59,5см, холст, масло. 2006.
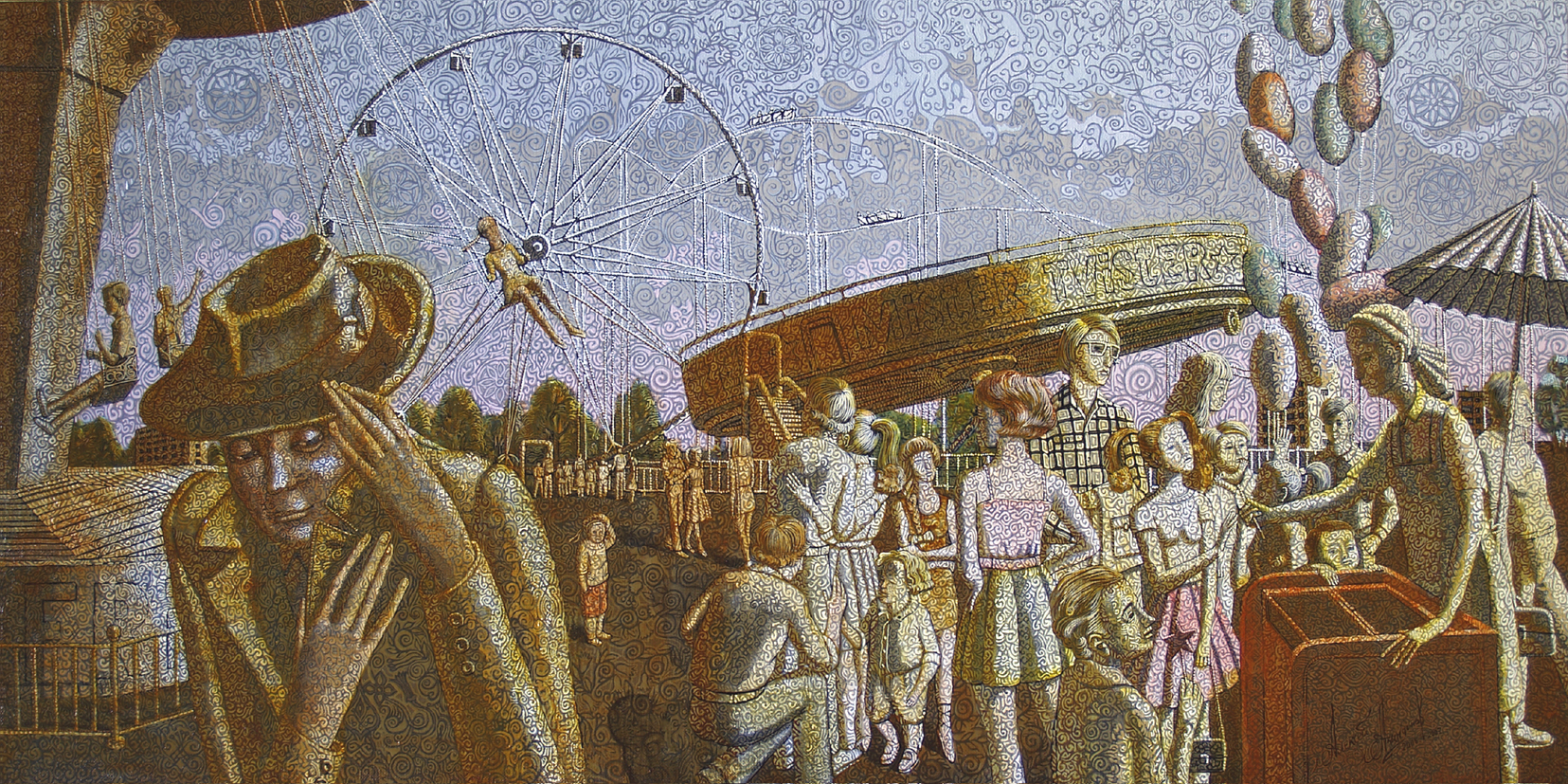
Луна-парк. 50х100см, холст, масло. 2007.
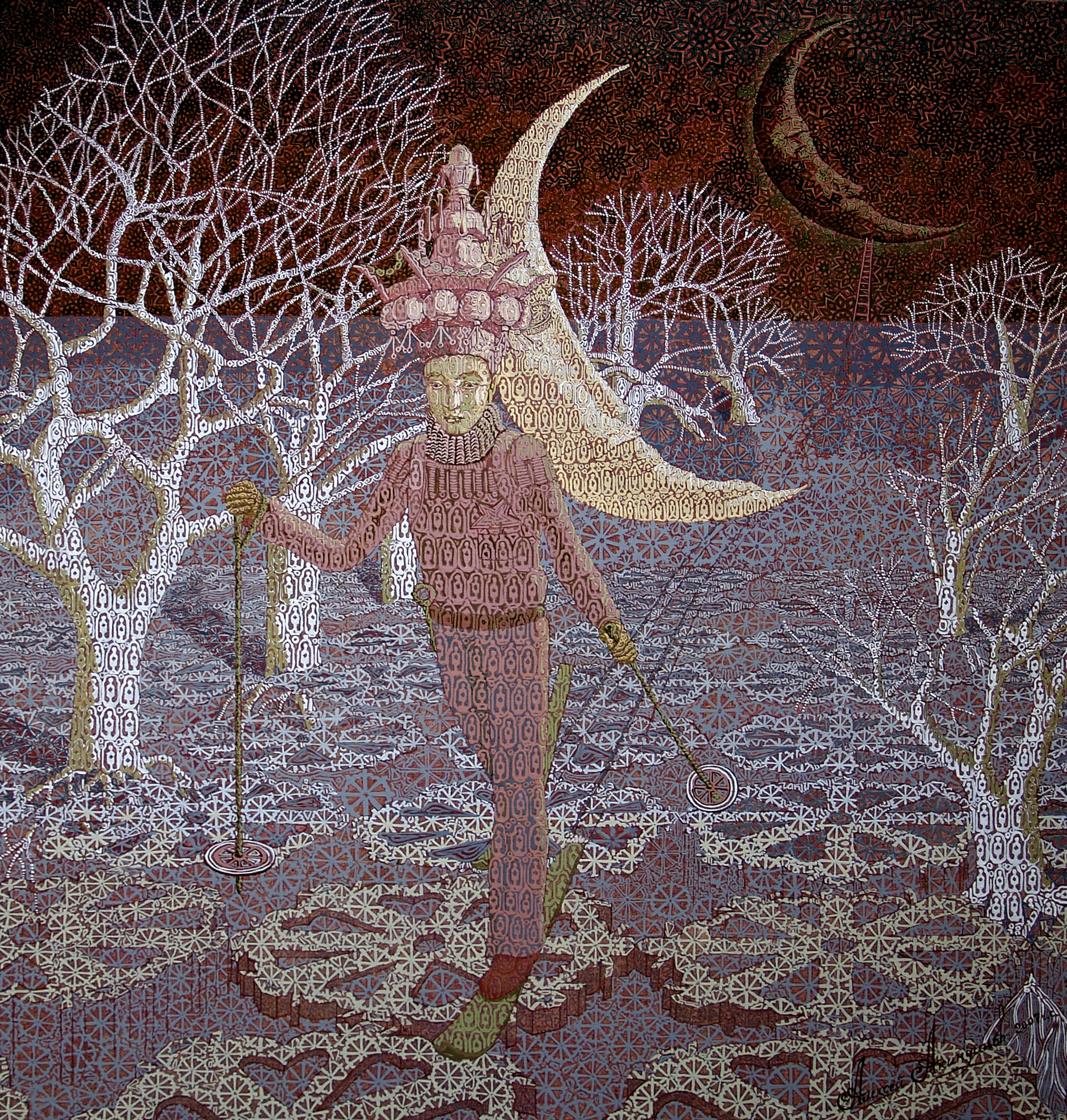
Ловец месяца. 90,2х80,3см, холст, масло, 2007.
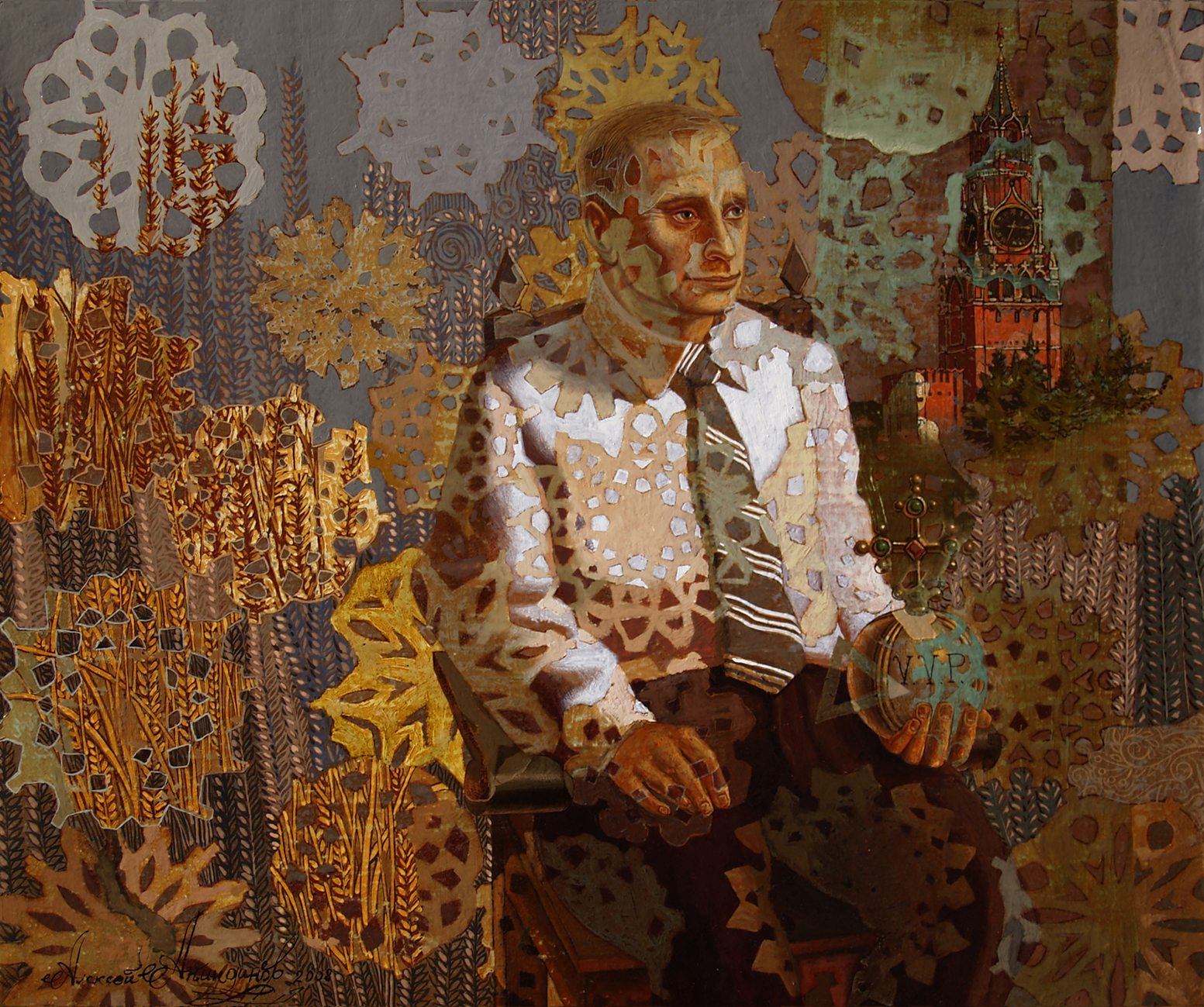
Портрет Владимира Путина. 50х60см, холст, масло. 2008.
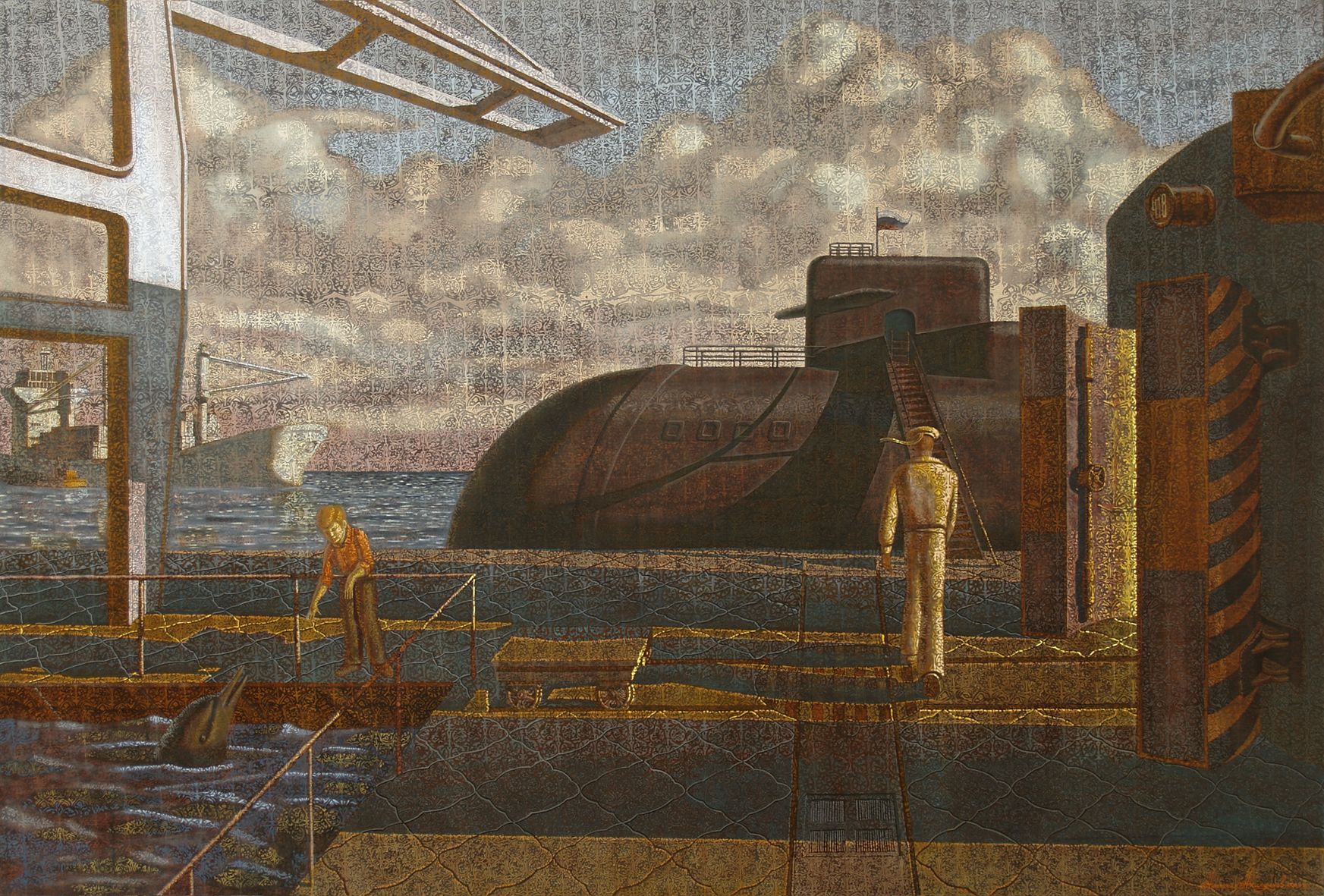
Док – "Тихий". 140х220см, холст, масло. 2008.
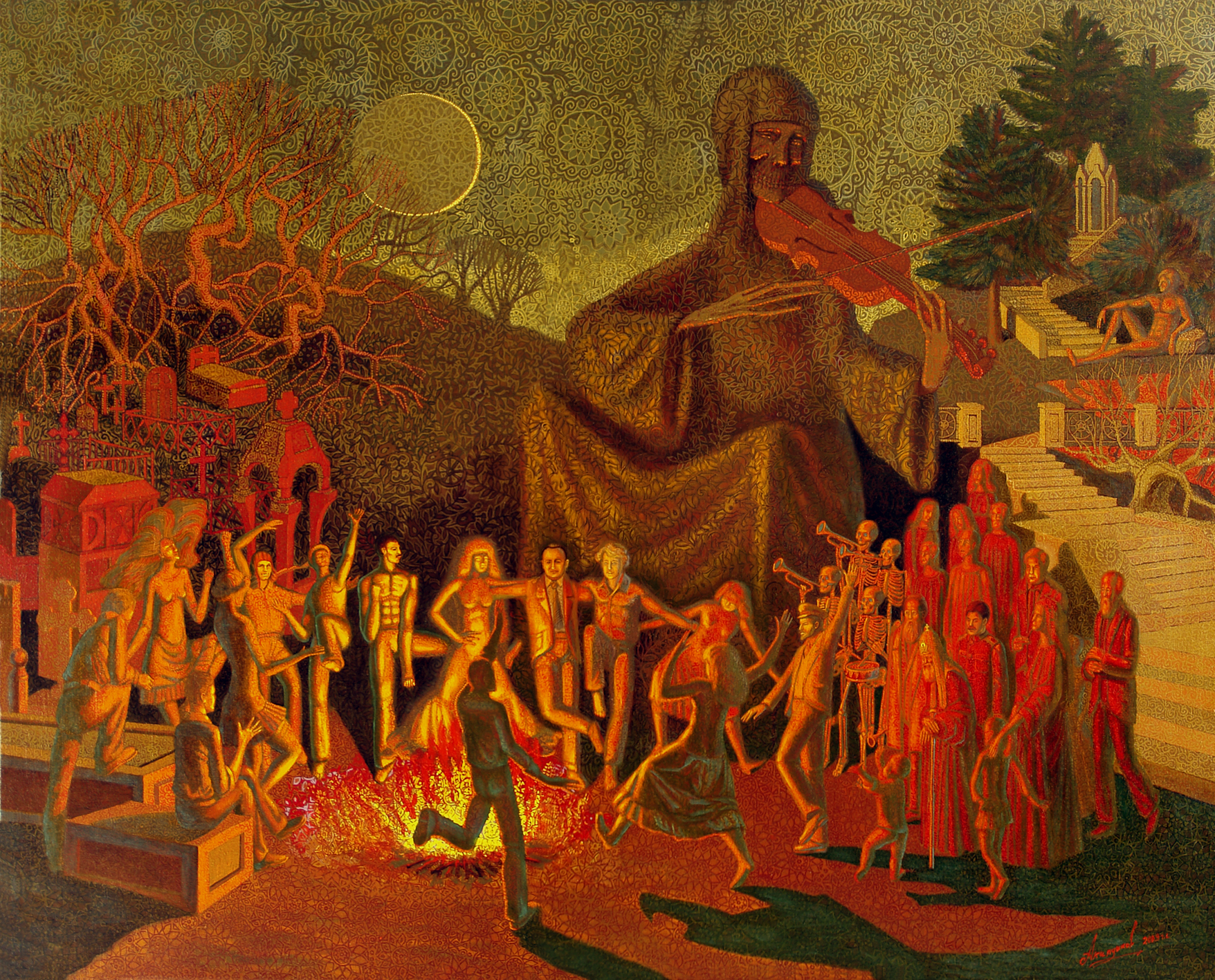
Танец смерти. 105,3х130,3см, холст, масло. 2008-2009.
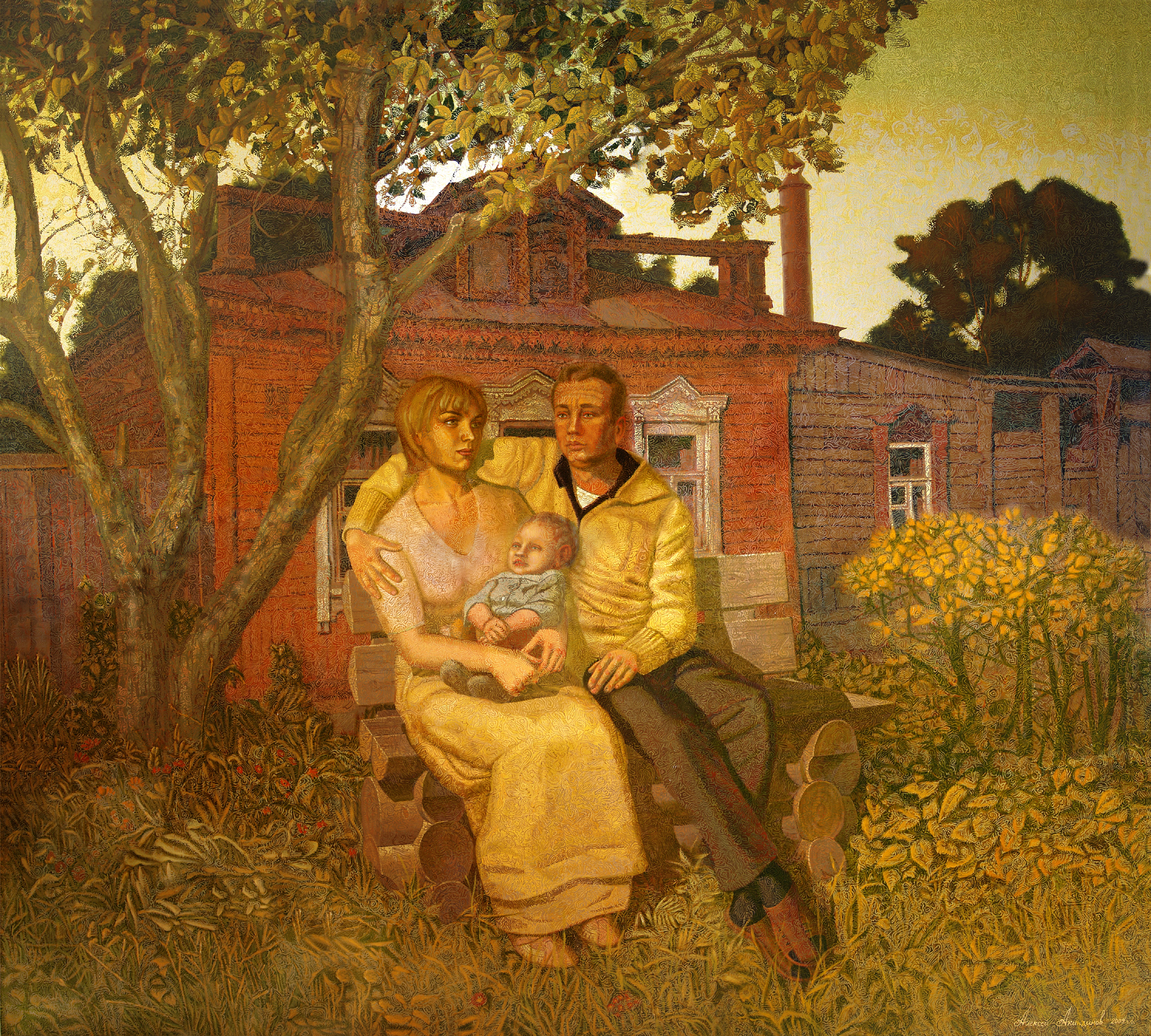
Материнство. 180х200см, холст, масло. 2009.
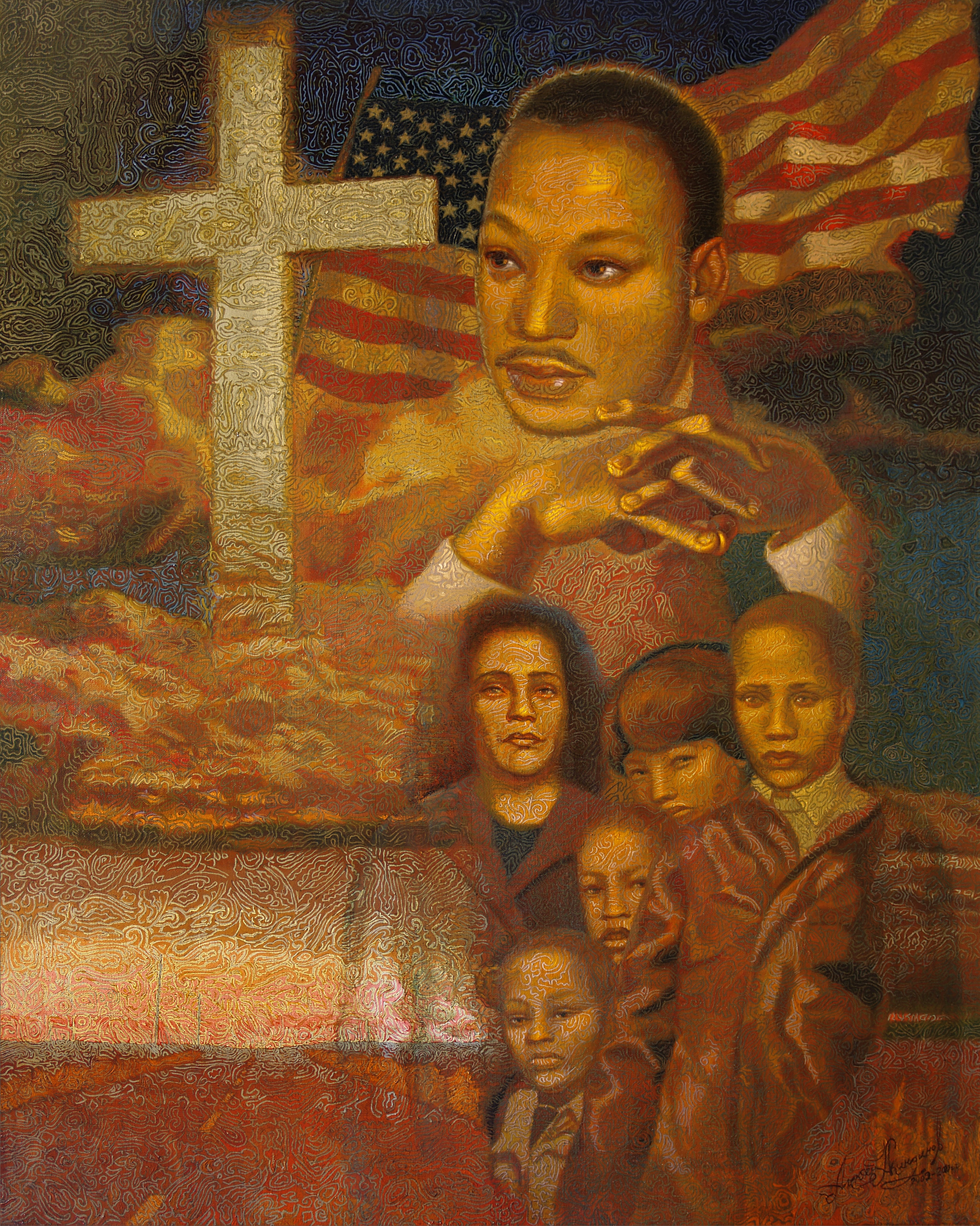
Мартин Лютер Кинг. 100х80см, холст, масло. 2009-2010.
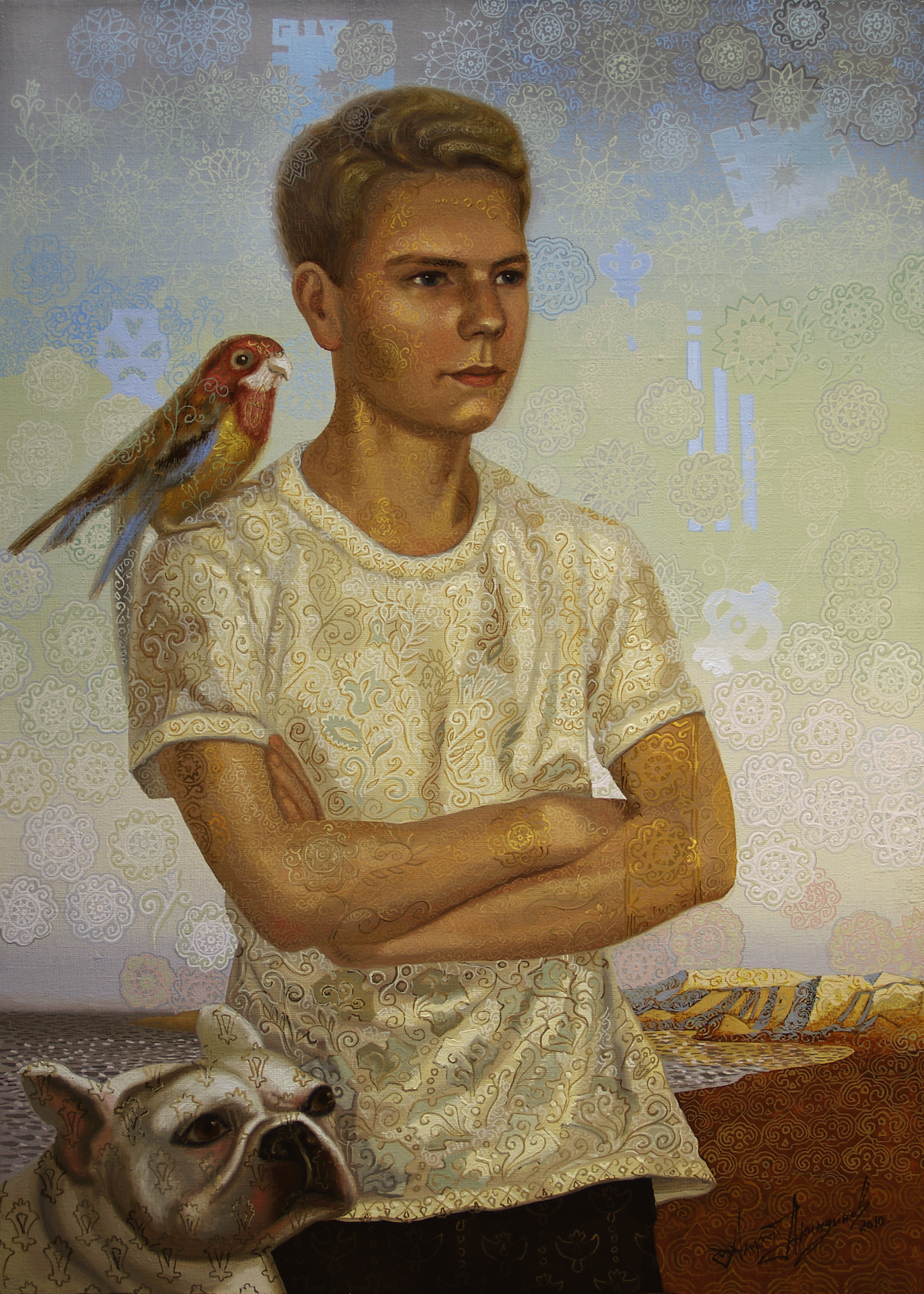
Портрет молодого человека с собакой и попугаем. 70х50см, холст, масло. 2010.
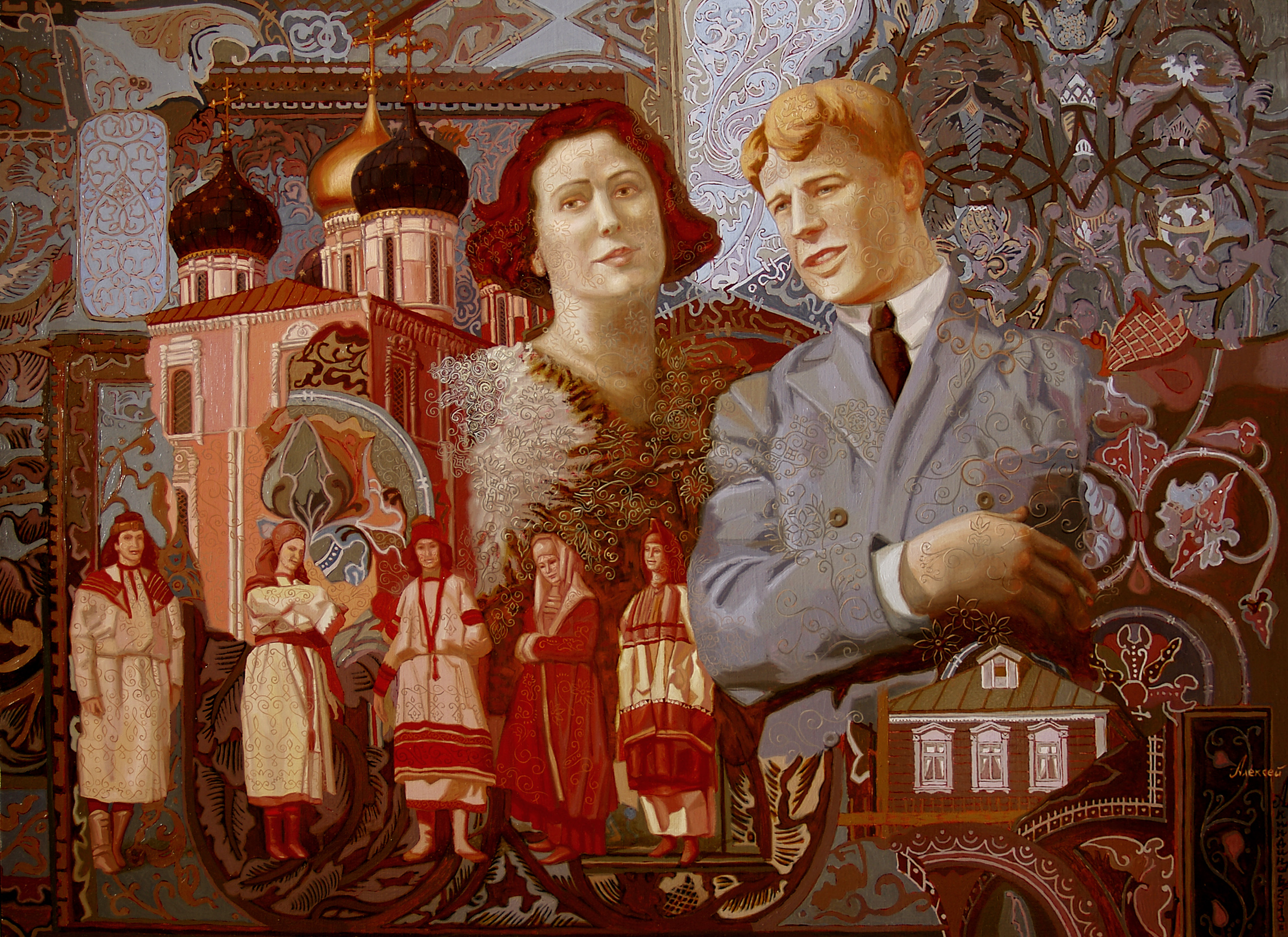
Есенин и Айседора. 80,5х110,5см, холст, масло. 2010.
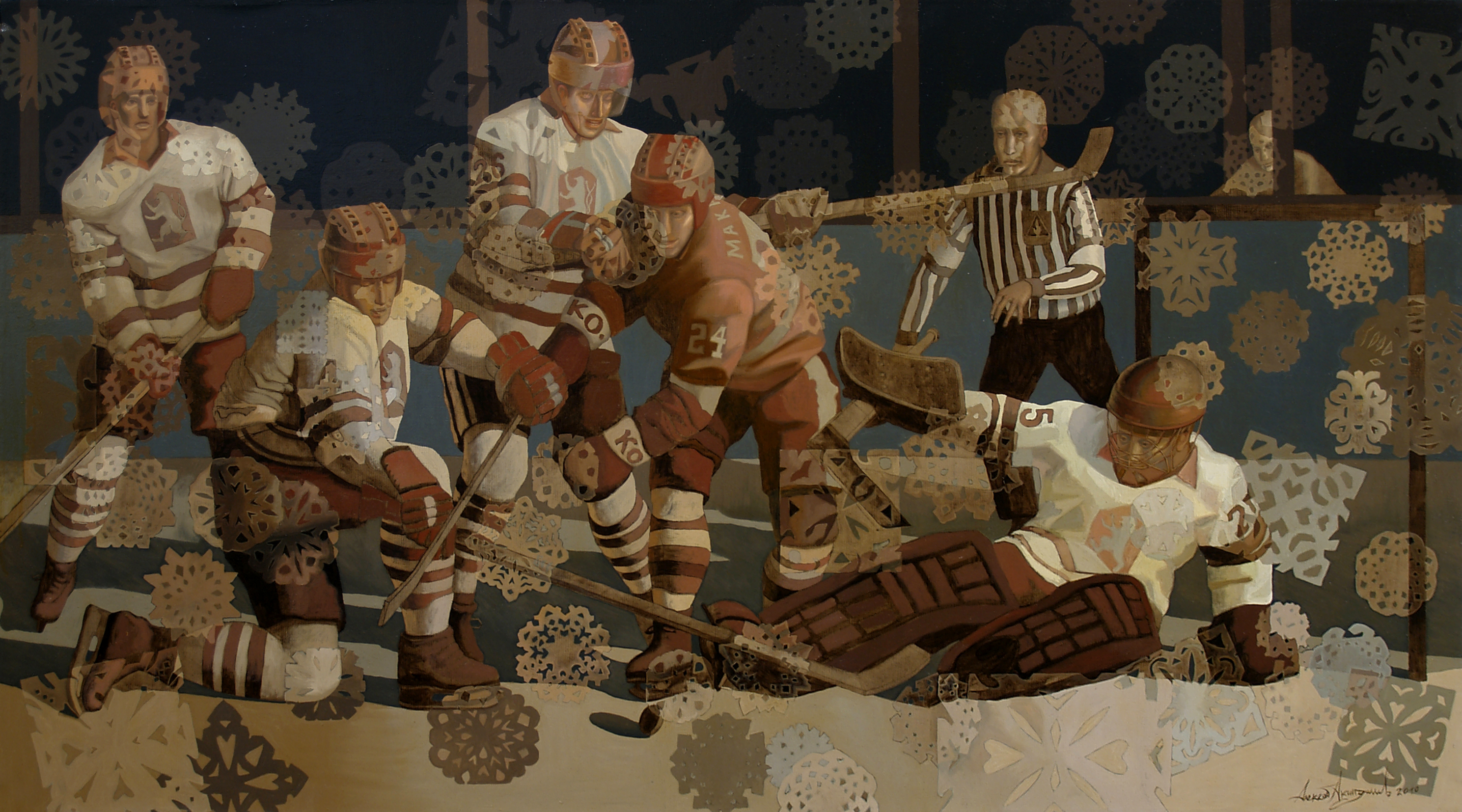
Ледовые рыцари. 100х182,5см, холст, масло, 2010-2011.
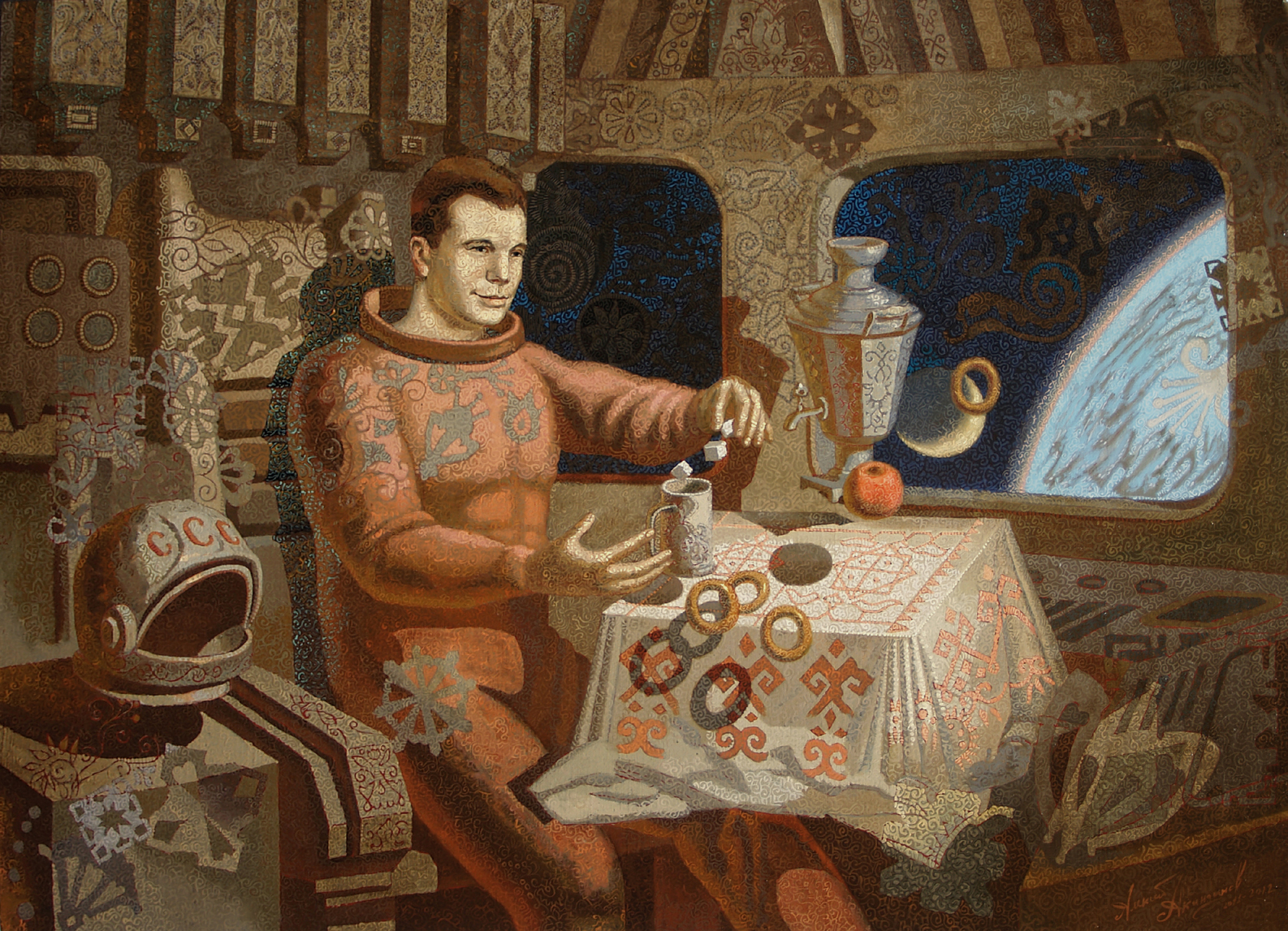
Завтрак Гагарина. 83,5х115,5см, холст, масло. 2011-2012.
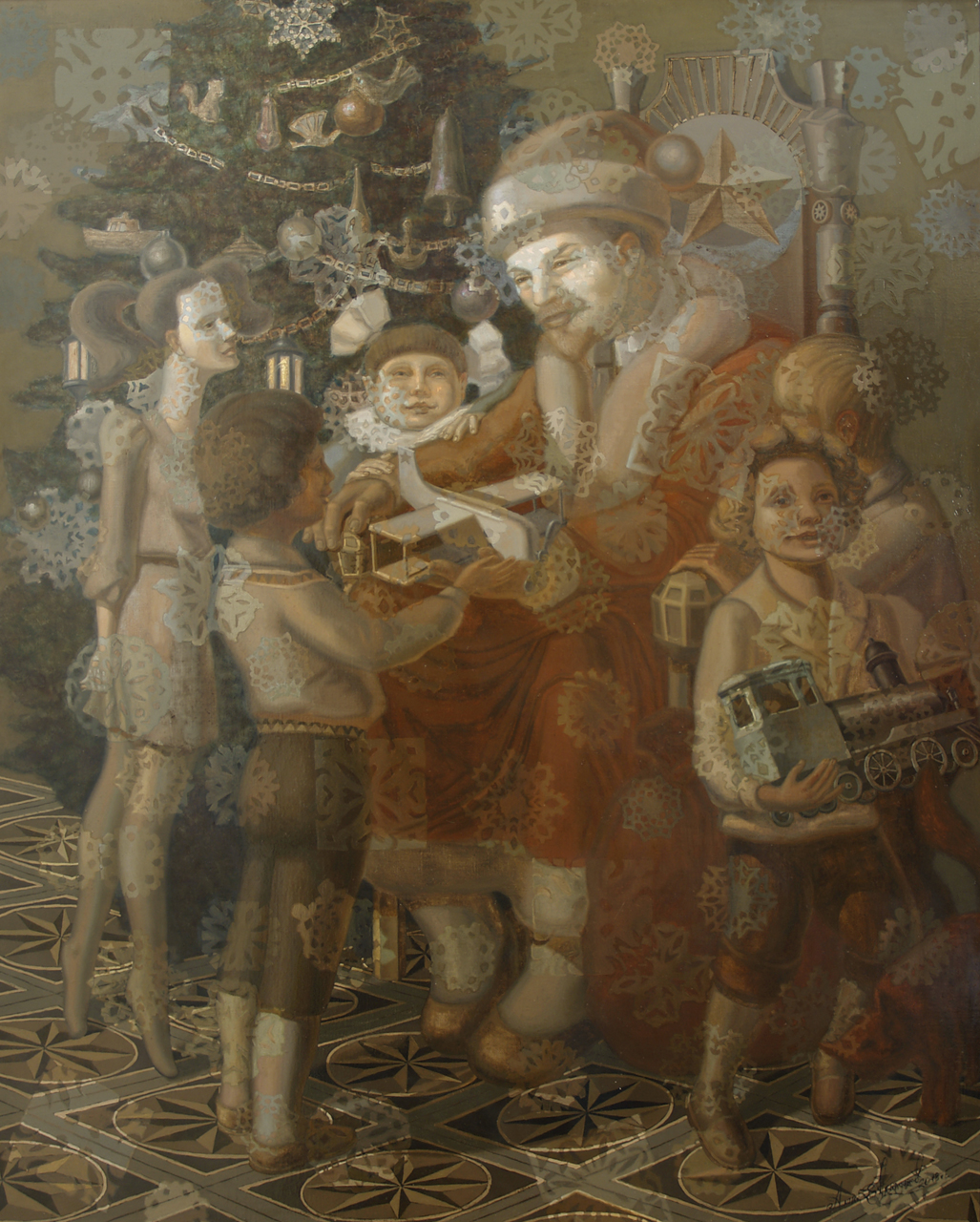
Ленин в Январе. 152х122см, холст, масло. 2013.
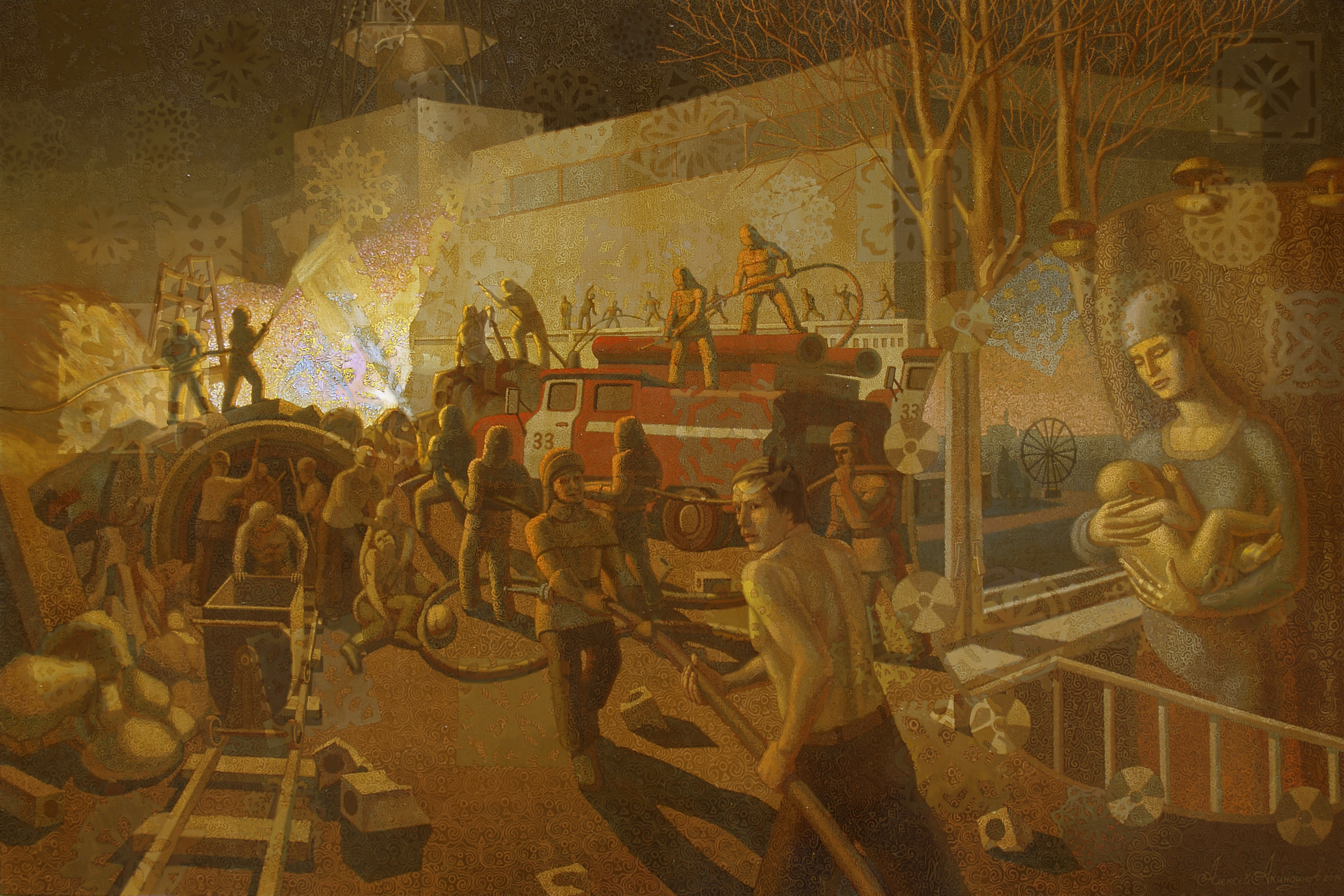
Чернобыль. Последний день Припяти. 120х180см, холст, масло. 2013-2014.